# Jerzy Popiełuszko
Jerzy Aleksander Popiełuszko, wcześniej Alfons Popiełuszko (ur. 14 września 1947 w Okopach, zm. 19 października 1984 we Włocławku) – polski duchowny rzymskokatolicki, tercjarz franciszkański, kapelan warszawskiej „Solidarności”, obrońca praw człowieka w PRL, zamordowany przez funkcjonariuszy Służby Bezpieczeństwa, błogosławiony i męczennik Kościoła katolickiego. Pośmiertnie odznaczony Orderem Orła Białego.

## Życiorys

### Pochodzenie i wykształcenie
Rodzice Jerzego Popiełuszki – Władysław (1910–2002) i Marianna z Gniedziejków (1920–2013) prowadzili gospodarstwo rolne. Mieli łącznie pięcioro dzieci: Teresę, Józefa, Alfonsa (późniejszego Jerzego Aleksandra), Stanisława, a także Jadwigę, która jednak zmarła przed ukończeniem drugiego roku życia. Rodzina była wielopokoleniowa, mieszkali z nimi dziadkowie. W domu kultywowano pamięć o wuju Alfonsie Gniedziejce, żołnierzu partyzantki Armii Krajowej, który w wieku dwudziestu jeden lat zginął po wojnie z rąk sowieckich. Urodzonemu w 1947 synowi, który był trzecim z kolei dzieckiem Władysława i Marianny, dano na imię Alfons. Marianna chciała w ten sposób utrwalić rodzinną pamięć o swoim bracie. Ponadto inspiracją dla wyboru imienia syna mogła być lektura tekstu przeznaczonego do tzw. rozważań majowych, zawierająca życiorys św. Alfonsa Liguoriego, który wywarł na niej ogromne wrażenie.
Alfons Popiełuszko był ministrantem i wyróżniał się głęboką religijnością. Był typem samotnika. Pierwszą Komunię Świętą i bierzmowanie przyjął w tym samym roku – 1956. W latach 1961–1965 uczęszczał do liceum w Suchowoli. Był sumienny, ale uczył się przeciętnie. Z powodu jego religijności rodzice byli wzywani do szkoły.
Po maturze, 24 czerwca 1965 wstąpił do Wyższego Metropolitalnego Seminarium Duchownego w Warszawie. Po pierwszym roku studiów został skierowany do obowiązkowej zasadniczej służby wojskowej, którą odbywał w latach 1966–1968 w specjalnej jednostce dla kleryków o zaostrzonym rygorze w Bartoszycach (54 szkolny batalion ratownictwa terenowego – JW 4413). Tam zaprzyjaźnił się z klerykiem Józefem Ziębą. W wojsku nie dał się złamać, inicjował opór, podtrzymywał na duchu kolegów, choć spotykały go za to kary; wyśmiewanie, wielogodzinne ćwiczenia, czołganie się na mrozie, czyszczenie toalety w masce przeciwgazowej. Wojsko wyniszczyło go fizycznie. Na początku 1970, już po powrocie do seminarium, ciężko zachorował. Kłopoty zdrowotne towarzyszyły mu już do końca życia. W dniu 13 maja 1971 w wieku 23 lat dokonał zmiany dotychczasowego imienia na nowe: Jerzy Aleksander, co było warunkiem udzielenia mu święceń przez kardynała. 28 maja 1972 otrzymał święcenia kapłańskie z rąk prymasa kardynała Stefana Wyszyńskiego. 2 czerwca 1972 odprawił prymicyjną mszę świętą w kościele Najświętszego Serca Pana Jezusa w Karpaczu. W czerwcu 1972 został wikariuszem parafii Trójcy Świętej w Ząbkach i pełnił tę funkcję w latach 1972–1975. Zajmował się młodzieżą, bielankami, założył kółko różańcowe. Najwięcej czasu poświęcał katechezie. 5 października 1975 został skierowany do parafii pod wezwaniem Matki Bożej Królowej Polski w Aninie (1975–1978). Podobnie jak w Ząbkach, prowadził kancelarię i troszczył się o sprawy duszpasterskie. Jednak głównym zadaniem była katecheza. Później był księdzem w warszawskim kościele Dzieciątka Jezus, gdzie był zaledwie jedenaście miesięcy. Choroba utrudniała mu pracę parafialną. Dłuższy czas leżał w Instytucie Hematologii. Z powodu słabego zdrowia władze kościelne skierowały go do pracy duszpasterskiej przy kościele akademickim św. Anny w Warszawie. Prowadził tam konwersatoria przede wszystkim dla studentów medycyny. Organizował dla nich rekolekcje. W kaplicy Res Sacra Miser przy Krakowskim Przedmieściu odprawiał comiesięczne nabożeństwa dla średniego personelu medycznego. Początkowo uczestniczyło w nich niewiele osób, ale w krótkim czasie msze te stały się bardzo popularne. Do kaplicy przychodziło coraz więcej osób. W oparciu o te osoby Popiełuszko zorganizował opiekę sanitarną w czasie dwóch pielgrzymek papieża Jana Pawła II do Polski. Praca duszpasterska w kościele św. Anny okazała się zbyt wyczerpująca i został przeniesiony jako rezydent 20 maja 1980 do kościoła św. Stanisława Kostki. Jako rezydent prowadził duszpasterstwo średniego personelu medycznego. W październiku 1981 został mianowany diecezjalnym duszpasterzem służby zdrowia i kapelanem Domu Zasłużonego Pracownika Służby Zdrowia. Dla pensjonariuszy sprawował msze św. w kaplicy, którą sam po części urządził.
W latach 1974–1976 był studentem Studium Pastoralnego Instytutu Teologii Pastoralnej Katolickiego Uniwersytetu Lubelskiego. W 1978 został duszpasterzem środowisk medycznych w Warszawie.
Już jako alumnowi seminarium 15 listopada 1965 roku Służba Bezpieczeństwa założyła Jerzemu Popiełuszce Teczkę Ewidencji Operacyjnej na Księdza (TEOK) gdzie zbierano dokumenty związane z jego działalnością duszpasterską. 25 marca 1974 będąc wikariuszem w parafii pw. św. Trójcy w Ząbkach został operacyjnie zabezpieczony przez Pion IV KPMO w Wołominie. 17 kwietnia 1974 zmieniono charakter zainteresowania na kandydata na tajnego współpracownika Służby Bezpieczeństwa. 30 czerwca 1975 materiały wyrejestrowano. 30 czerwca 1975 teczka kandydata na TW SB założona ks. Jerzemu Popiełuszce została przekazana przez Pion IV KPMO w Wołominie do Wydziału IV KSMO. Materiały zdjęto z ewidencji dn[ia] 4.05.[19]82 z powodu odmowy współpracy. Od 2 września 1982 roku Wydział IV KSMO/SUSW rozpoczął rozpracowywanie Jerzego Popiełuszki w ramach Sprawy Operacyjnego Rozpracowania o krypt. „Popiel”. Był również objęty inwigilacją w ramach Sprawy Kontrolnej krypt. „Godot” prowadzonej przez Wydział I Departamentu IV MSW prowadzonej przeciwko ks. Stanisławowi Małkowskiemu. Zebrane materiały zostały po śmierci ks. Popiełuszki zarchiwizowane w Biurze „C” MSW, zostały prawdopodobnie wybrakowane przed 1990 r. W Archiwum Instytutu Pamięci Narodowej zachowały się jedynie zapisy ewidencyjne w postaci wpisów kartotecznych.

### Kapelan „Solidarności”
Od sierpnia 1980 był związany ze środowiskami robotniczymi, aktywnie wspierał także „Solidarność”. W czasie strajku został wysłany do odprawiania mszy w Hucie Warszawa. Po wprowadzeniu stanu wojennego organizował liczne działania charytatywne. Wspomagał ludzi prześladowanych i skrzywdzonych. Uczestniczył w procesach tych, którzy byli aresztowani za przeciwstawianie się prawu stanu wojennego. Organizował rozdział darów, które były przywożone z zagranicy. W kościele św. Stanisława Kostki od 28 lutego 1982 organizował Msze za Ojczyznę. Swoją działalnością duszpasterską i nauczaniem opartym na przesłaniu: „Nie daj się zwyciężyć złu, ale zło dobrem zwyciężaj” (św. Paweł, Rz 12,21), nauczaniu papieża Jana Pawła II i prymasa Stefana Wyszyńskiego, niezłomnością i odwagą, a także wsparciem dla prześladowanych robotników i działaczy związkowych przez władze PRL podczas stanu wojennego zyskał autorytet, szerokie poparcie społeczne i popularność w Warszawie, a później także w innych miastach. Działalność ks. Jerzego Popiełuszki ówczesne władze PRL uznały za krytykę i sprzeciw wobec systemu komunistycznego.
19 maja 1983 prowadził pogrzeb Grzegorza Przemyka. We wrześniu 1983 zorganizował pierwszą pielgrzymkę ludzi pracy do sanktuarium w Częstochowie; 18 września odprawił mszę świętą na wałach Jasnej Góry.
W czasie stanu wojennego wielokrotnie oskarżany przez władze PRL o zaangażowanie w działalność polityczną, stał się celem działań operacyjnych Służby Bezpieczeństwa. Akcję rozpracowywania księdza o kryptonimie „Popiel” rozpoczęto najpewniej w drugiej połowie 1982. Ksiądz Jerzy Popiełuszko był inwigilowany przy pomocy co najmniej czterech tajnych współpracowników. Wśród nich byli duchowni, a także osoby świeckie, jak np. blisko współpracujący z kapłanem Tadeusz Stachnik (TW „Miecz” i „Tarcza”). 2 grudnia 1983 roku doręczono mu wezwanie na przesłuchanie. 12 grudnia Popiełuszko dobrowolnie stawił się w Pałacu Mostowskich, siedzibie Komendy Stołecznej Milicji Obywatelskiej. Tu wiceprokurator Anna Jackowska odczytała decyzję o wszczęciu śledztwa w kierunku przestępstwa z art. 194 kk w zw. z art. 58 kk to jest, że: „przy wykonywaniu obrzędów religijnych (...), w wygłaszanych kazaniach nadużywał wolności sumienia i wyznania w ten sposób, że permanentnie oprócz treści religijnych zawierał w nich zniesławiające władze państwowe treści polityczne, a w szczególności pomawiał, że te władze posługują się fałszem, obłudą i kłamstwem, poprzez antydemokratyczne ustawodawstwo niszczą godność człowieka, a także pozbawiają społeczeństwo swobody myśli oraz działania, czym nadużywając funkcji kapłana, czynił z kościołów miejsce szkodliwej dla interesów PRL propagandy antypaństwowej”.
Za zarzucane czyny Popiełuszce groziła kara 10 lat pozbawienia wolności. Przesłuchanie trwało kilka godzin, zadawano pytania w rodzaju: „Dlaczego ksiądz deformuje hostię podczas liturgii?”. Chodziło o prezentowanie hostii w rękach rzekomo ustawionych w pozycji litery V – symbolu zwycięstwa używanego przez „Solidarność”.
Po zakończeniu przesłuchania w mieszkaniu księdza zarządzono rewizję (znaną później jako „prowokacja na Chłodnej”). Przed domem czekali na księdza dziennikarze telewizyjni. Funkcjonariusze SB wkroczyli jako pierwsi, bez wahania otwierając różne skrytki. Ujawniono między innymi granaty łzawiące, naboje do pistoletu maszynowego, różne materiały wybuchowe, farby drukarskie – podrzucone do mieszkania przez esbeków. Zatrzymanego zwolniono nazajutrz, dzięki interwencji arcybiskupa Bronisława Dąbrowskiego u ministra spraw wewnętrznych Czesława Kiszczaka.
Natychmiast po tym wydarzeniu postać ks. Popiełuszki stała się przedmiotem licznych ataków propagandowych i publicystycznych władz komunistycznych.
Sprawę rewizji na Chłodnej opisano w artykule Michała Ostrowskiego (pseudonim Jerzego Urbana) Garsoniera obywatela Popiełuszki, który ukazał się 27 grudnia 1983 w „Expressie Wieczornym”. Artykuł został nagłośniony także przez inne media, jego omówienia zamieszczały inne gazety, odczytano go w I i IV Programie Polskiego Radia. Ksiądz Popiełuszko próbował skontaktować się z autorem artykułu, jednak okazało się, że taka osoba w redakcji nie pracuje. Przesłanego sprostowania gazeta nie wydrukowała. Wielokrotnie wzywano księdza na przesłuchania. Zarzuty przedstawiono mu 12 lipca 1984. Ostatecznie do procesu nie doszło wskutek amnestii z 21 lipca 1984 roku.
We wrześniu 1984 roku Popiełuszko przygotował II pielgrzymkę ludzi pracy na Jasną Górę. Spotkał się wtedy m.in. z Lechem Wałęsą oraz z księdzem Henrykiem Jankowskim.

### Msze za ojczyznę
Msze św. zainicjował ks. prałat Teofil Bogucki w październiku 1980. Od 22 lutego 1981 odprawiano je systematycznie w ostatnią niedzielę miesiąca. Wtedy także prałat Bogucki powierzył księdzu Popiełuszce ich celebrowanie, wygłaszanie homilii oraz przygotowania organizacyjne. Kazania religijno-patriotyczne Popiełuszki to głoszenie ewangelicznej Prawdy. Przypominał podstawowe prawdy o człowieku i świecie. Prawda była dla jego słuchaczy umocnieniem i otuchą. Z tych powodów kazania stały się przedmiotem oszczerczych ataków władz PRL. W ostatnią niedzielę miesiąca, do żoliborskiej świątyni, aby modlić się za ojczyznę coraz liczniej przybywali wierni z całej Warszawy i z różnych zakątków Polski. Ks. Popiełuszko bardzo starannie przygotowywał oprawę plastyczną. Ich inspiracją często były rocznice wydarzeń historycznych, życie wielkich Polaków oraz realia lat 80 XX w. W końcowej części mszy aktorzy warszawscy przedstawiali programy poetycko-muzyczne o charakterze patriotyczno-narodowym. Najczęściej recytowano wiersze napisane w XIX wieku, szczególnie romantyczne. W mszach tych biernie uczestniczył przyjaciel Popiełuszki ateista Jacek Kuroń z powodu wyznawania tych samych ideałów, chęci pomocy ludziom i sprzeciwiania się władzy ludowej. Kuroń wpuszczany był do kościoła przez zakrystię.
- 17 stycznia 1982 – Msza za internowanych. „Ponieważ przez wprowadzenie stanu wojennego odebrano nam wolność słowa, dlatego pomyślmy o tych siostrach i braciach, którym odebrano wolność”.
- 28 lutego 1982 – Chrystus królem!
- 25 kwietnia 1982 – Wysłuchaj, Panie, prośby ludu swego! W kazaniu ksiądz Jerzy zawarł coś w rodzaju modlitwy litanijnej własnego autorstwa. Starał się w niej ująć dramaty narodowe i indywidualne związane z wprowadzeniem stanu wojennego.
- 30 maja 1982 – Matko oszukanych, módl się za nami! Msza była odprawiana po świeżych wspomnieniach trzeciomajowych manifestacji ulicznych, tłumionych przez milicję. Nawiązując do tych wydarzeń nazwał je „nową falą nienawiści” i nową „falą cierpienia”. W kazaniu wykorzystano tekst tzw. Litanii „Solidarności” powstałej w okresie stanu wojennego w jednym z obozów dla internowanych.
- 27 czerwca 1982 – Wielkie wołanie o wolność w Ojczyźnie. Została odprawiona między innymi „za dzieci, których ojcowie lub matki przebywają w obozach i więzieniach, aby w Bogu i ludziach znalazły pomoc i nadzieję”.
- 25 lipca – Wytrwajcie! Wytrwamy! Homilię wygłosił ks. prałat Bogucki, który mówił o cierpieniach Polski, podczas wojny i w wyniku stanu wojennego.

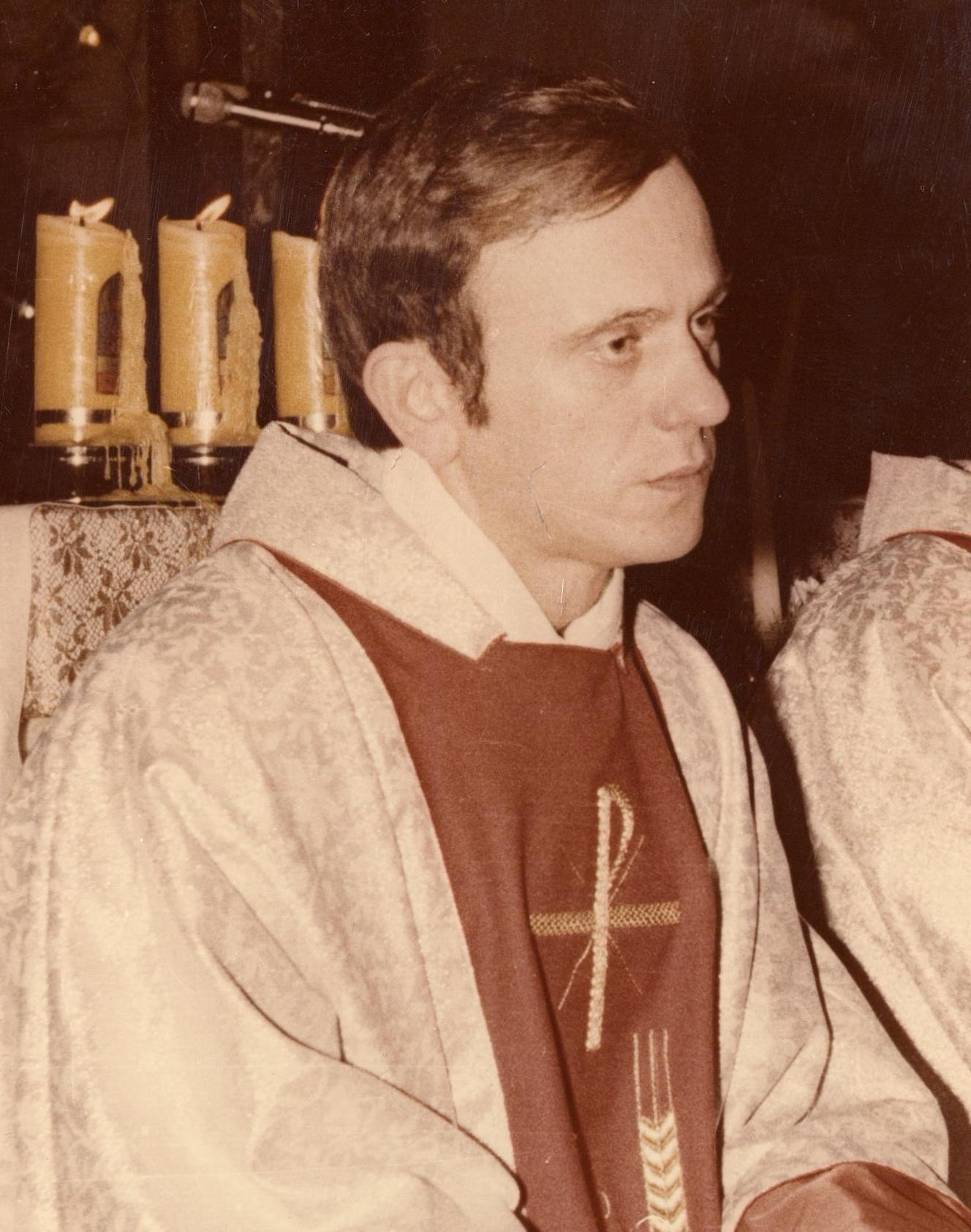
Ks. Jerzy Popiełuszko

- 29 sierpnia 1982 – Solidarność – jak mocne drzewo. Dekoracja mszy sierpniowej nawiązywała wprost do „urodzin” Solidarności. Porównanie Związku do malca musiało wywoływać uśmiech nawet w nocy stanu wojennego.
- 26 września 1982 – Znak krzyża. Przesłanie było skoncentrowane na Krzyżu (w powiązaniu z obchodzoną w tym miesiącu uroczystością Podwyższenie Krzyża Świętego; dzień urodzin ks. Jerzego). Dekoracja przypominała słowa, które miały się pokazać, cesarzowi Konstantynowi: „W tym znaku zwyciężysz”.
- 31 października 1982 – Jesteś nam potrzebny święty Maksymilianie. W październiku 1982 r. Jan Paweł II kanonizował Ojca Maksymiliana Kolbego. To wydarzenie odbiło się echem podczas mszy. Wyobrażenie świętego Maksymiliana stanęło obok ołtarza. Ks. Jerzy wygłosił kazanie będące jakby mową zwróconą do męczennika.
- 28 listopada 1982 – Daj siłę, Chrystusie! Prałat Bogucki w ostatniej chwili zdecydował, że wygłosi homilię zamiast księdza Popiełuszki. Miało to związek z rzekomo zaplanowanym aresztowaniem ks. Jerzego. Cały program mszy przygotowany przez Popiełuszkę został zachowany, ale on sam pozostał milczący.
- 26 grudnia 1982 – Bóg się rodzi, moc truchleje. Msza wypadła w dzień po Bożym Narodzeniu. Były to drugie święta w stanie wojennym. Ksiądz Jerzy zaprojektował swoje kazanie jako przypomnienie tego, co przez cały rok mówił o Polsce Jan Paweł II, często nawiązujący do cierpień swojej Ojczyzny.
- 30 stycznia 1983 – Walka o wolność, gdy się raz zaczyna. W dekoracji przygotowanej główny akcent padał na okrągłą rocznicę powstania styczniowego. Hasło „Powstań Polsko” przemawiało jako mocne wezwanie do rewolucji moralnej. Popiełuszko mówił o znaczeniu walki o wolność i o tym jak taka walka stała się tradycją Polaków.
- 27 lutego 1983 – Są więzienia niewidzialne. Tematem mszy była sprawa niewinne więzionych. Głównym elementem dekoracji był obraz „Chrystus miłosierny na tle murów więziennych”. Promienie wychodzące z serca Jezusa uderzają w kraty, które zaczynają pękać. Pod spodem umieszczono literę V, a na niej biało-czerwony napis: „uwolnij niewinnie więzionych”. Kazanie było przede wszystkim refleksją o rozmaitym zniewoleniu i o obowiązku solidarności.
- 27 marca 1983 – Co służy pojednaniu. Niedziela Palmowa. Wychodząc od opisu Męki Chrystusa, ksiądz Jerzy przeszedł do kwestii pojednania. Przypomniał wymieniane przez Episkopat warunki ugody społecznej – a następnie wyliczył działania władz, które nie służą pojednaniu.
- 24 kwietnia 1983 – Kryzys polskiej pracy. Ksiądz Jerzy odprawił mszę w intencji hutników warszawskich. Kazanie poświęcił zagadnieniom pracy. Zaczął od pozytywnej roli pracy w życiu człowieka, ale zaraz zapytał o powody kryzysu pracy w Polsce.
- 29 maja 1983 – Bo wiele jest łez. W trakcie mszy modlono się między innymi „za zamordowanego Grzegorza Przemyka oraz za wszystkich bitych i poniewieranych w maju, aby jego niewinna krew i cierpienie innych posłużyły do wzrostu solidarności naszych serc w walce z przemocą i zakłamaniem”. W kazaniu mówił o obecności Maryi w dziejach Polski.
- 27 czerwca 1983 – Zła się nie ulękniemy. Msza odbyła się trzy dni po wyjeździe Jana Pawła II z Polski. Kazanie księdza Jerzego pełne było dziękczynienia za dni obecności i nauczania Ojca Świętego. Dekoracja świadczyła o zastrzyku nadziei i radości, którego dostarczył papież.
- 31 lipca 1983 – Szacunek, ofiara, miłość. Kazanie było mocno inspirowane wypowiedziami Jana Pawła II z pielgrzymki do Polski z czerwca 1983 r. Chociaż były w nim odniesienia do bieżącej sytuacji – w tym krytyka czysto oficjalnego zniesienia stanu wojennego – przeważała ogólniejsza refleksja nad patriotyzmem.
- 28 sierpnia 1983 – Słowa ważne. Trzy dni przed trzecią rocznicą porozumień gdańskich kazanie nawiązywało wprost do tego wydarzenia. Odniósł się także do konkretnych wypowiedzi lub działań, które w ówczesnej rzeczywistości były zaprzeczeniem ideałów Sierpnia 80. Wyrazista symbolika dekoracji mszy: zarys Polski, na środku obraz Matki Boskiej Częstochowskiej, przy nim napis „W Tobie nasze zwycięstwo”.
- 25 września 1983 – Nie można być drzewem bez korzeni. W kazaniu ks. Jerzy zajął się polską kulturą. W dekoracji ołtarza znalazł się symbol „Solidarności”. Na stopniach przed ołtarzem położono sztandar „Solidarność” z warszawskiej Fabryki Samochodów Osobowych, w drugą rocznicę poświęcenia.

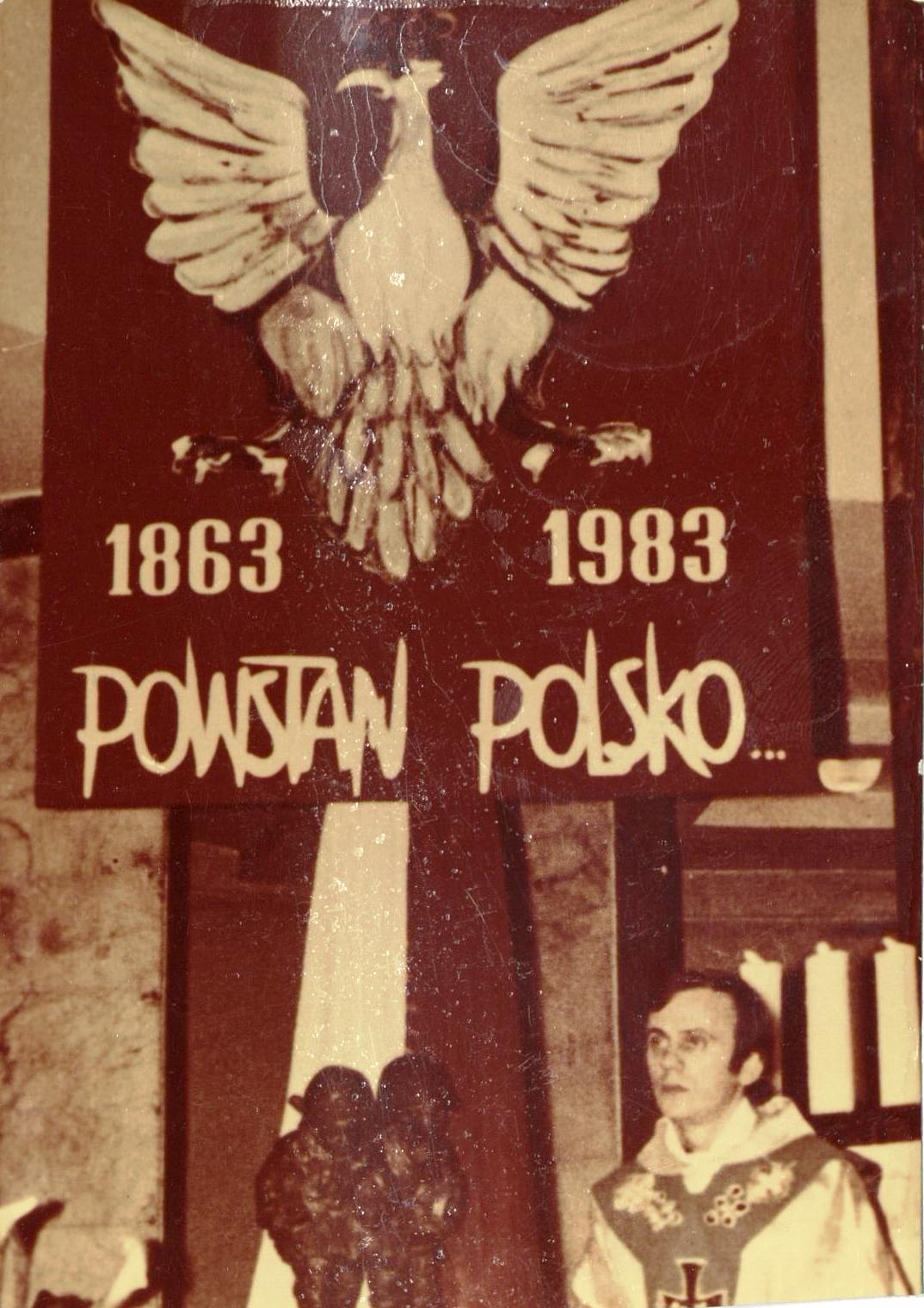
Popiełuszko (1983)

- 30 października 1983 – Ojcze Święty, tak bardzo pragniemy... W atmosferze piątej rocznicy pontyfikatu Jana Pawła II ksiądz Popiełuszko nadał swojemu kazaniu formę „listu do Papieża”. Był to list, obfitujący w cytaty, słowa, zachowania Ojca Świętego – zawsze świadczące o jego czynnym zainteresowaniu Polską i poparciu dla „Solidarności”. W centrum dekoracji znajdowała się twarz papieża. Tradycyjna chrześcijańska triada cnót została na tę okazję zmodyfikowana: w miejscu gdzie znajduje się miłość, wstawiono „Solidarność”.
- 27 listopada 1983 – Może za mało naszych dobrowolnych wyrzeczeń? W homilii ks. Popiełuszko mówił o cierpieniach narodu polskiego po roku 1945, w czasach komunistycznego zniewolenia. Rozpięta przy ołtarzu biało-czerwona wstęga została zaznaczona szczególnymi datami z „kalendarza polskiego”: datami sprzeciwów społecznych z okresu po II wojnie światowej.
- 25 grudnia 1983 – O prawdziwy pokój na Ziemi. Msze za Ojczyznę były bardzo często koncelebrowane. tym razem ks. Jerzy odprawił ją z przyjezdnym misjonarzem i ks. Stanisławem Małkowskim. To trzecie Boże Narodzenie obchodzone w klimacie Polski pod władzą towarzysza W. Jaruzelskiego. Całe kazanie było utkane ze słów Jana Pawła II, Jana XXIII i Prymasa Wyszyńskiego.
- 29 stycznia 1984 – Życie trzeba przeżyć godnie. W związku z przypadającą rocznicą powstania styczniowego w oprawie i przesłaniu mszy znalazło się mocne nawiązanie do tego wydarzenia. Wspomnienie powstania było dla ks. Popiełuszki okazją do podkreślenie silnych więzi łączących sprawy religijne i narodowe.
- 26 lutego – O wychowanie chrześcijańskie. Edukacja była jednym ze szczególnie pilnie strzeżonych pól w monopolu państwa komunistycznego. Ksiądz Popiełuszko odważnie wchodził także i w tę kwestię.
- 25 marca 1984 – Zawierzamy Ci... W święto Zwiastowania Pańskiego papież powierzył cały świat opiece Matki Bożej. Kazanie nawiązywało do tego aktu, a równocześnie wyrażało to oddanie w trudnych polskich warunkach. Dekoracja nawiązywała do wykonanej na polecenie Jana Pawła II mozaiki Matki Bożej jako Matki Kościoła, znajdującej się na placu św. Piotra w Rzymie.
- 29 kwietnia 1984 – Umocnienie. Msza nawiązywała do trzeciej rocznicy poświęcenia sztandaru „Solidarności” Huty Warszawa. Mszę odprawił biskup Zbigniew Kraszewski. On także wygłosił homilię.
- 27 maja 1984 – Aby żyć w prawdzie. Homilię ksiądz Jerzy poświęcił wyjaśnieniu wielkiej roli jaką odgrywa prawda w życiu jednostki i społeczeństwa, jednocześnie wykazał destrukcyjny wpływ kłamstwa.
- 24 czerwca 1984 – W imię sprawiedliwości. Waga umieszczona w centrum dekoracji ołtarza sygnalizowała, że w centrum rozważania znajdzie się sprawiedliwość. W homilii ks. Jerzy wychodząc od postaci świętego Jana Chrzciciela, „człowieka odważnego i sprawiedliwego”, rozwinął rozważanie o prawach wynikających ze sprawiedliwości.
- 29 lipca 1984 – Mam nadzieję, że nikt Mu nie uczyni krzywdy... Mszy towarzyszyła radość z powodu amnestii dla większości więźniów politycznych, ogłoszonej kilka dni wcześniej. Tym razem homilię wygłosił ksiądz Teofil Bogucki. Było w swojej treści niezwykłe – prałat postanowił wziąć w obronę księdza Popiełuszkę.
- 26 sierpnia 1984 – Mamy obowiązek pielęgnować nadzieję Sierpnia '80. Odprawiona w święto Matki Boskiej Częstochowskiej, zebrała w sobie i wiarę w opiekę Maryi nad Polską, i wspomnienie niedawnego entuzjazmu odnowy narodowej Sierpnia. Ze względu na wielką liczbę uczestników Mszę odprawiono na balkonie kościoła. Była to ostatnia homilia wygłoszona przez księdza Jerzego. Popiełuszko mówił nadal mocno i wyraźnie o prawie narodu do swej nadziei.
- 30 września 1984 – Ostatni raz na Żoliborzu. Dekoracja była tym razem nietypowa, gdyż nie zawierała bezpośrednich odniesień patriotycznych. Jednak obraz był nad wyraz wymowny: Chrystus, Dobry Pasterz owiec – a tuż przy ich stadzie wilki szukające ofiary... Mszy przewodniczył ksiądz Jerzy, ale homilię wygłosił ks. prałat Bogucki. Mówił o powstaniu warszawskim, polemizując z poglądem, że zapłaciliśmy za nie zbyt wysoką cenę. Przypomniał, że w czasie powstania kościół św. Stanisława Kostki był schronieniem dla walczących.

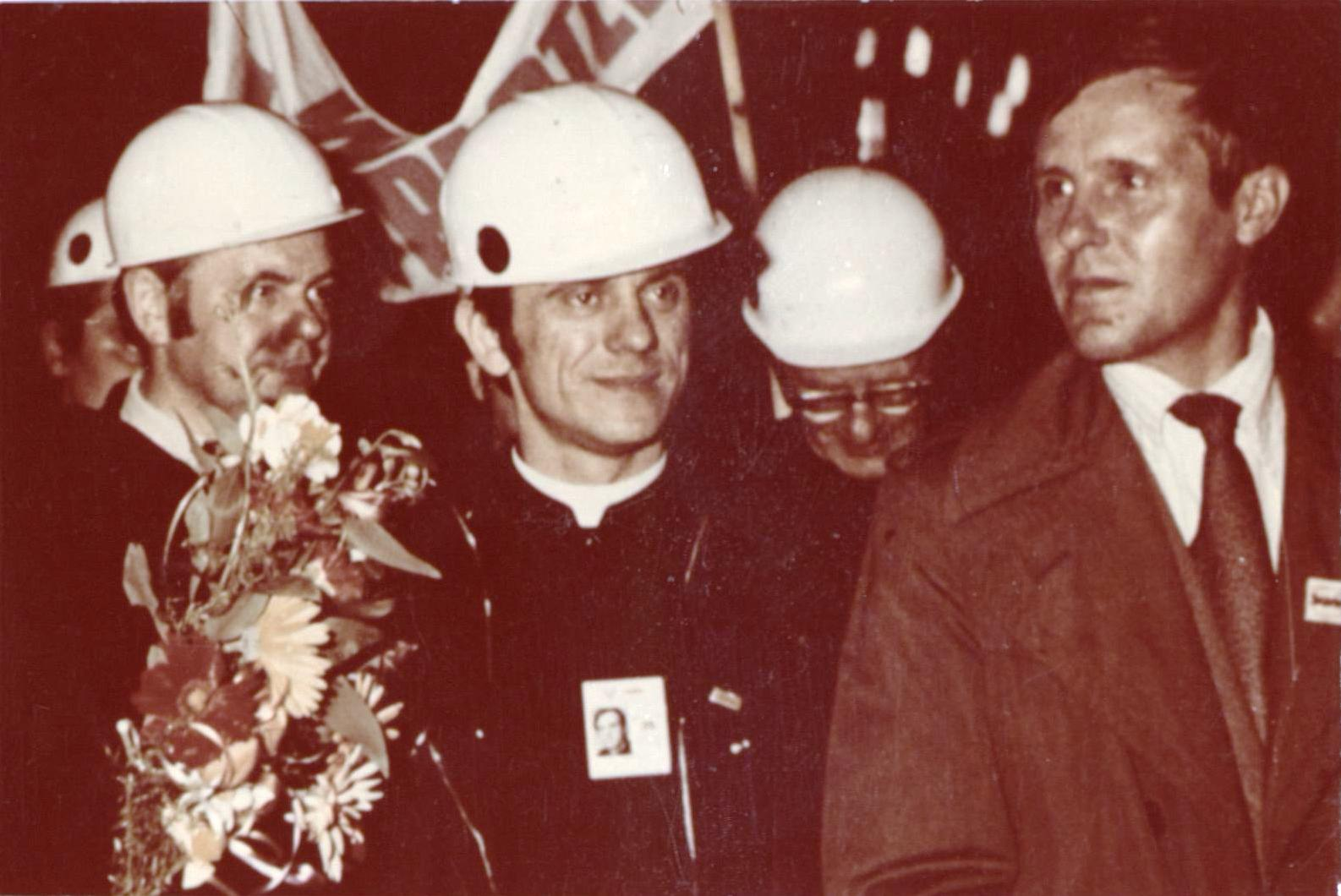
Ks. Jerzy Popiełuszko podczas spotkania z robotnikami Stoczni Gdańskiej.

Po śmierci ks. Jerzego Popiełuszki, ks. Teofil Bogucki nie zrezygnował z celebrowania Mszy św. za Ojczyznę.

### Nasilenie ataków
12 września 1984 roku rozpoczęła się nowa faza ataków na księdza Popiełuszkę. Sygnał dała radziecka „Izwiestija”. Leonid Toporkow napisał wtedy między innymi: „(...) przekształcił swoje mieszkanie w składnicę literatury nielegalnej i ściśle współpracuje z zaciekłymi kontrrewolucjonistami. Ma się wrażenie, że nie czyta z ambony kazań, lecz ulotki napisane przez Bujaka. Zieje z nich nienawiść do socjalizmu”.
Jerzy Urban, piszący pod pseudonimem Jan Rem, nazwał kazania Popiełuszki „seansami nienawiści”. 17 września 1984 roku Urząd do Spraw Wyznań wystosował ostre pismo do Episkopatu, w którym naciskał na zaprzestanie tolerowania przez biskupów wystąpień niektórych duchownych. Wymieniono w nim nazwisko księdza Popiełuszki. Wzmogły się anonimy kierowane do księdza (np. „Zostaniesz bohaterem narodowym numer dwa – po Przemyku”).
13 października 1984 roku przyszli mordercy księdza próbowali zatrzymać jego samochód koło Gdańska, rzucając w szybę kamieniem. Kierowcy udało się opanować pojazd i uciec. Później okazało się, że funkcjonariusze mieli wówczas w samochodzie między innymi: narzutę, worki, łopaty i kamienie.
Szykany i naciski władz, rosnące zagrożenie oraz kłopoty zdrowotne ks. Popiełuszki były przyczyną, dla której prymas Józef Glemp zaproponował mu 16 października 1984 roku wyjazd na studia do Rzymu, pozostawiając jednak decyzję samemu zainteresowanemu. Popiełuszko z propozycji nie skorzystał.

### Porwanie i śmierć

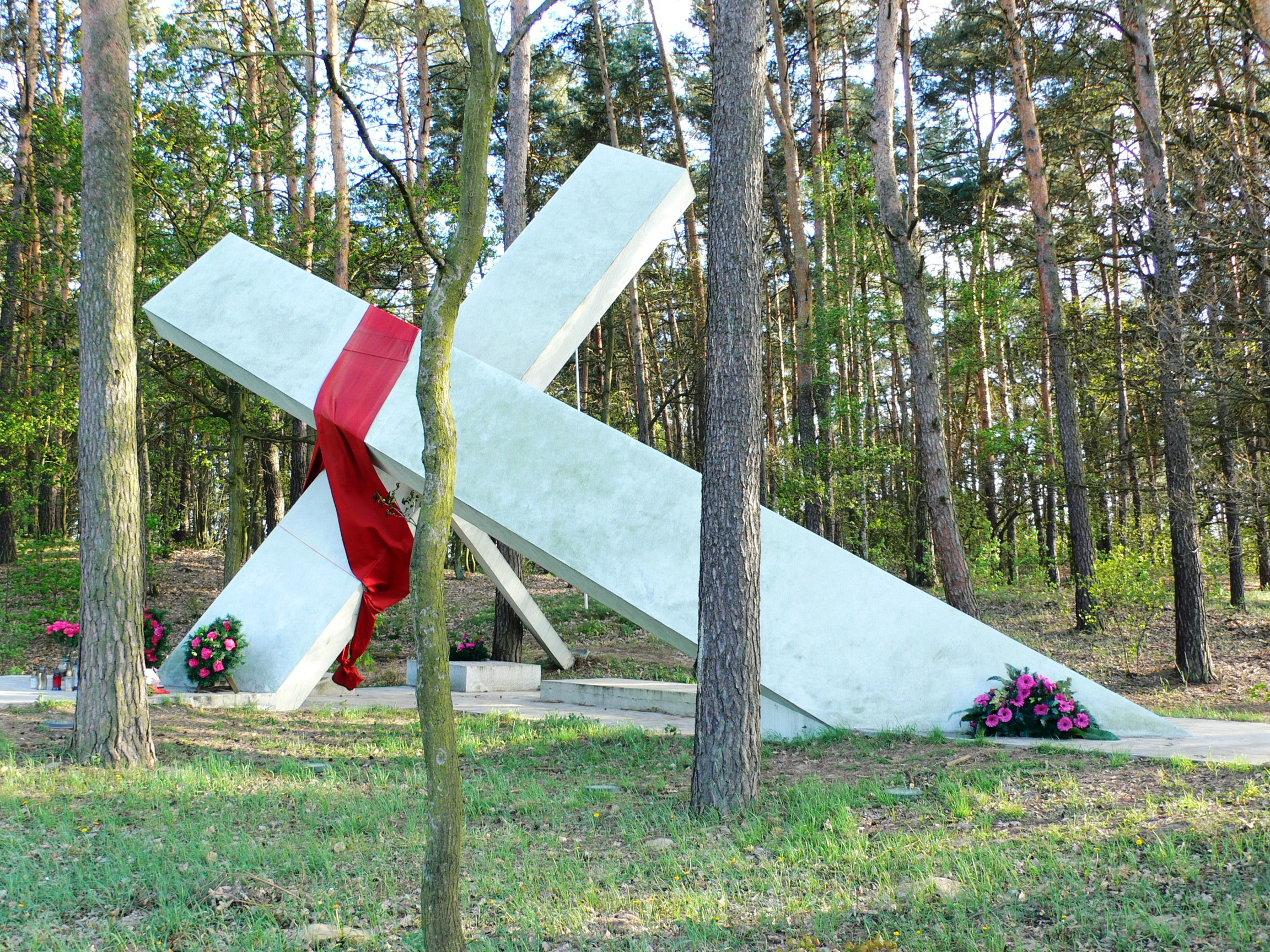
Górsk k. Torunia, pomnik upamiętniający porwanie ks. Popiełuszki.

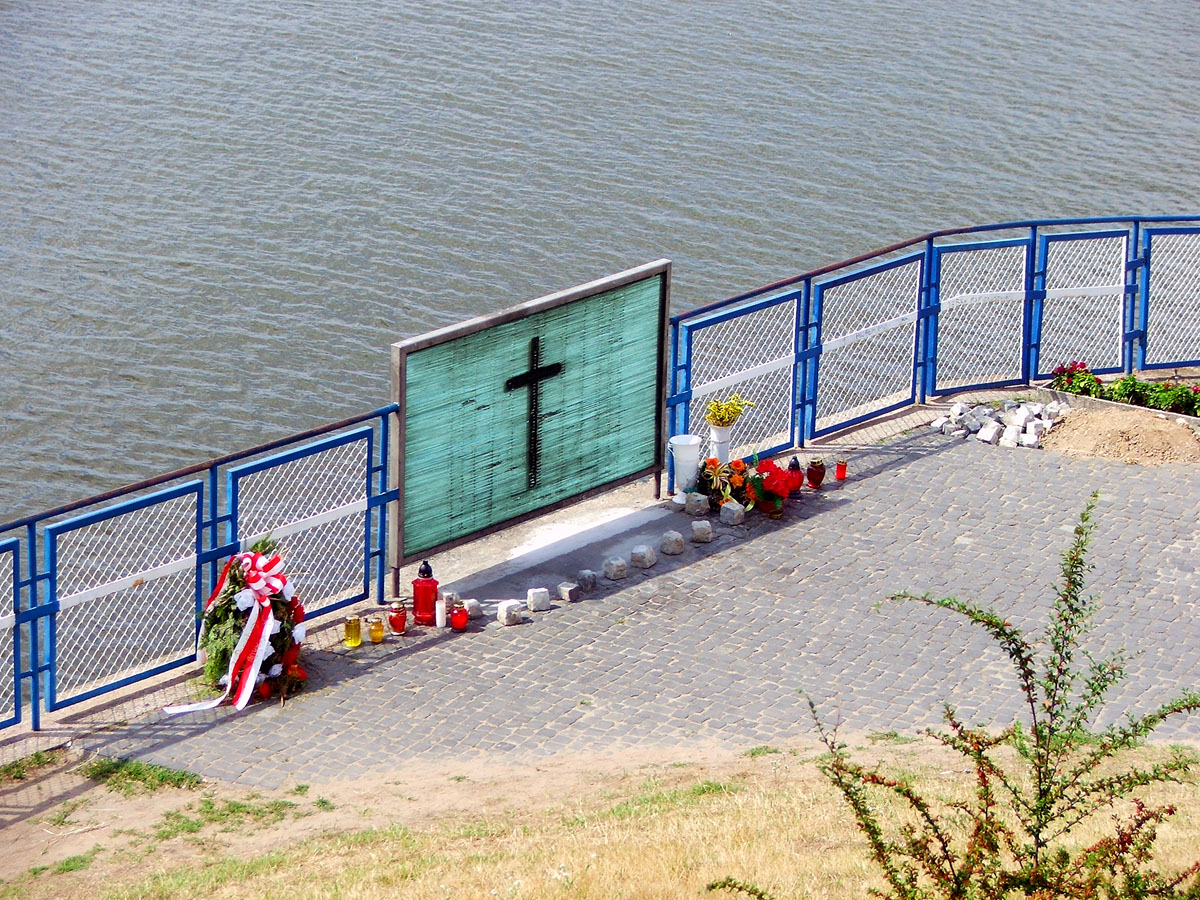
Tama we Włocławku, miejsce pamięci o ks. Popiełuszce (ciało ks. Jerzego zostało zrzucone do Wisły z poziomu jezdni).

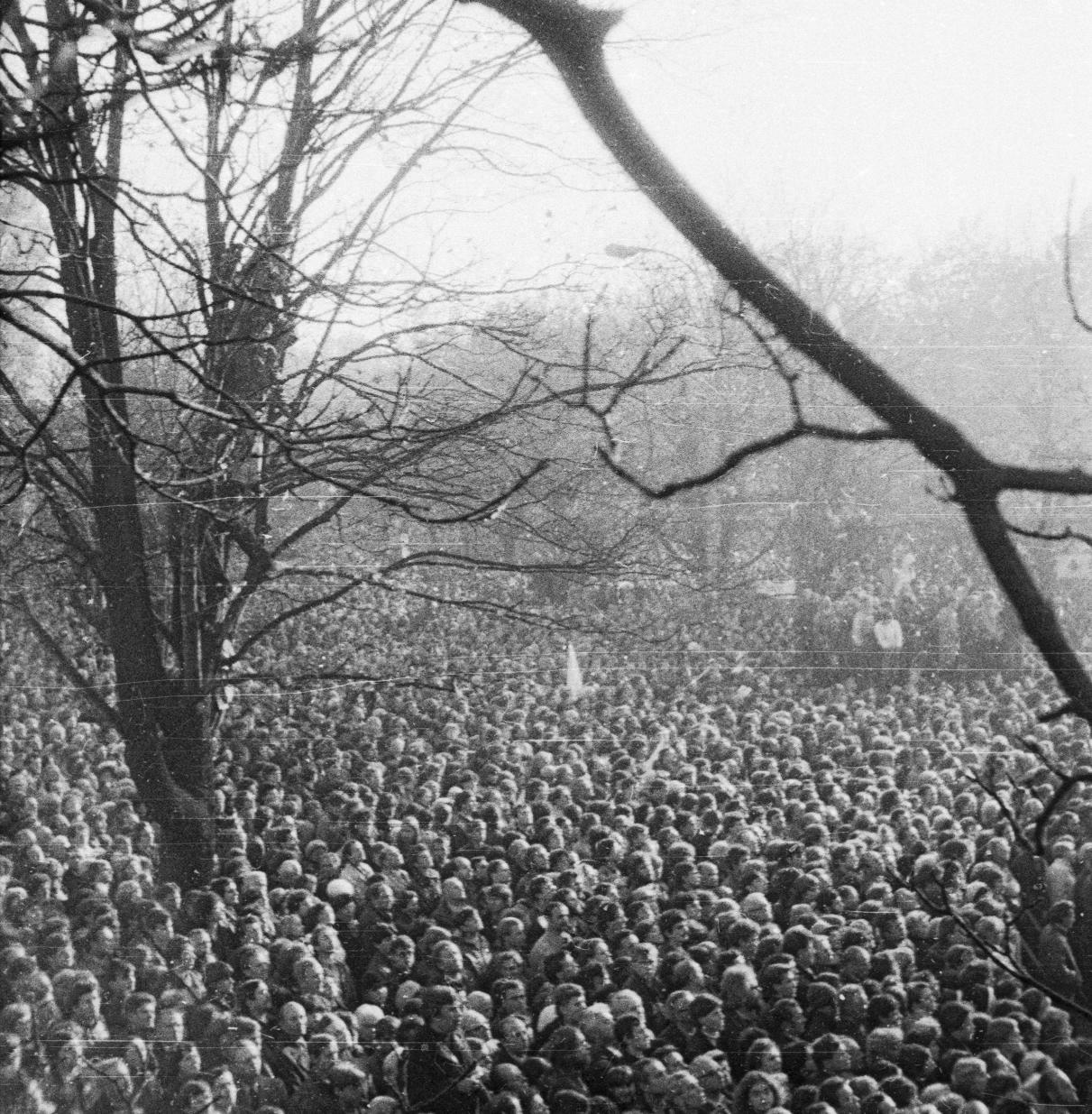
Uroczystości pogrzebowe ks. Jerzego.

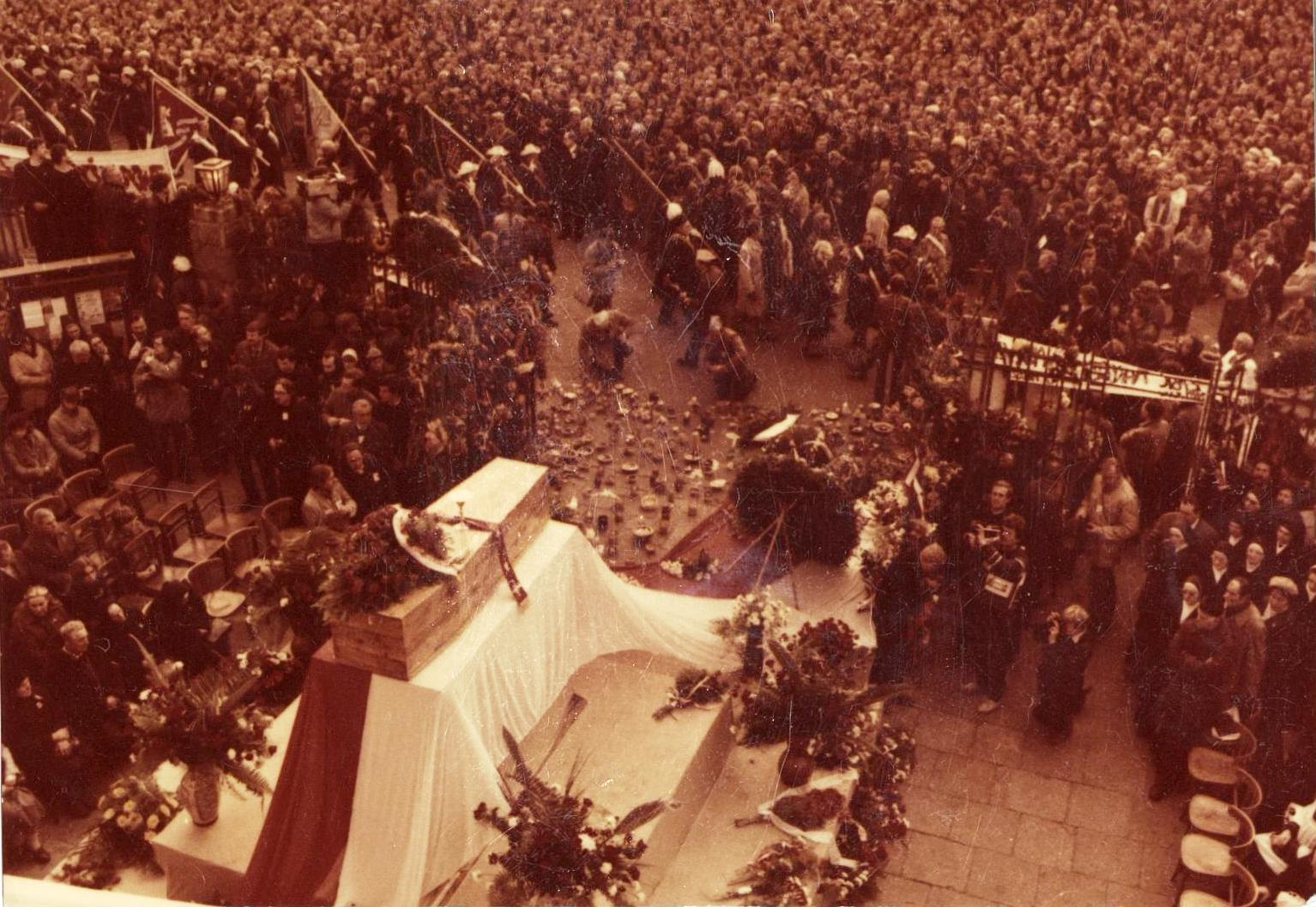

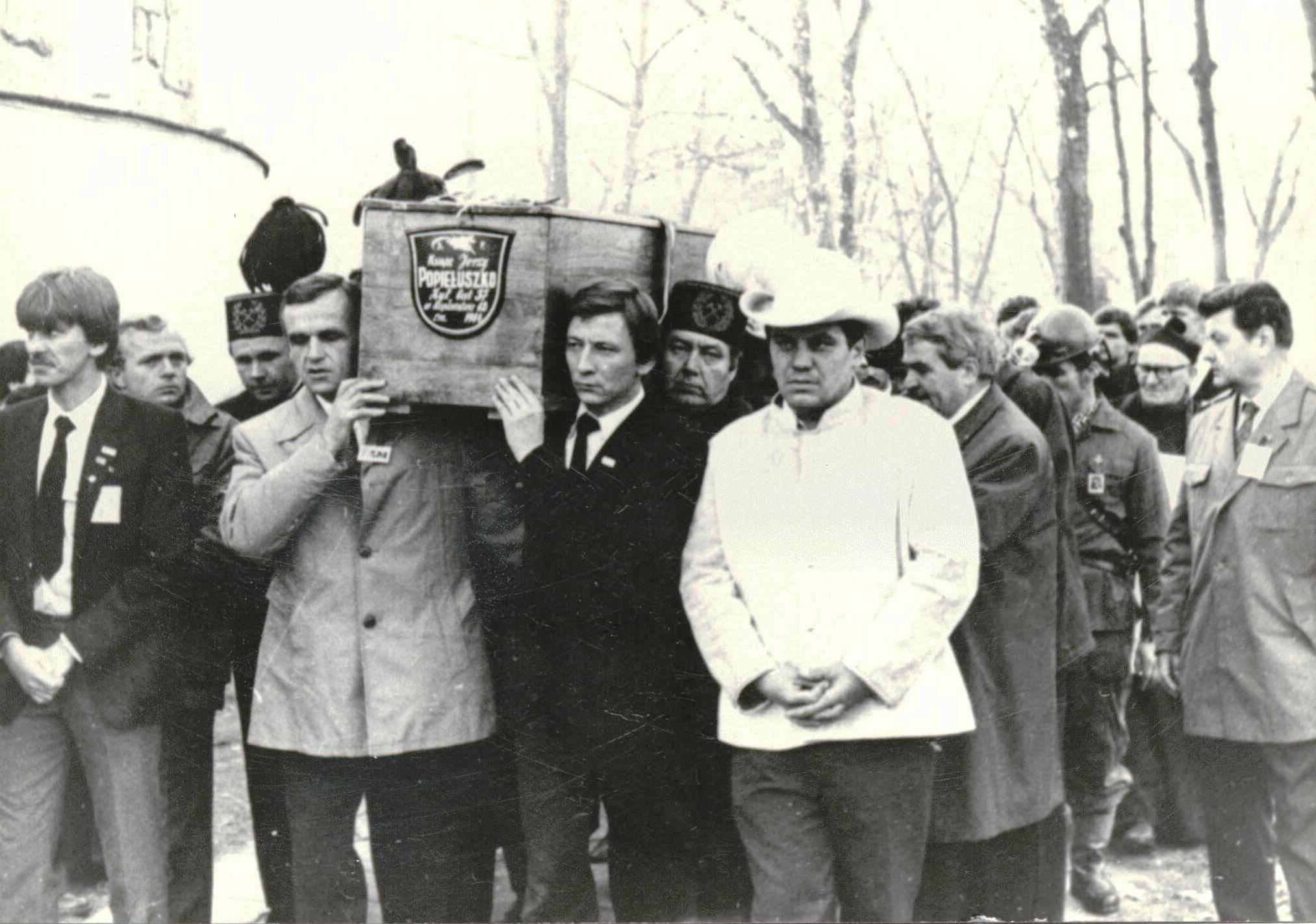
Trumna z ciałem ks. Jerzego Popiełuszki.

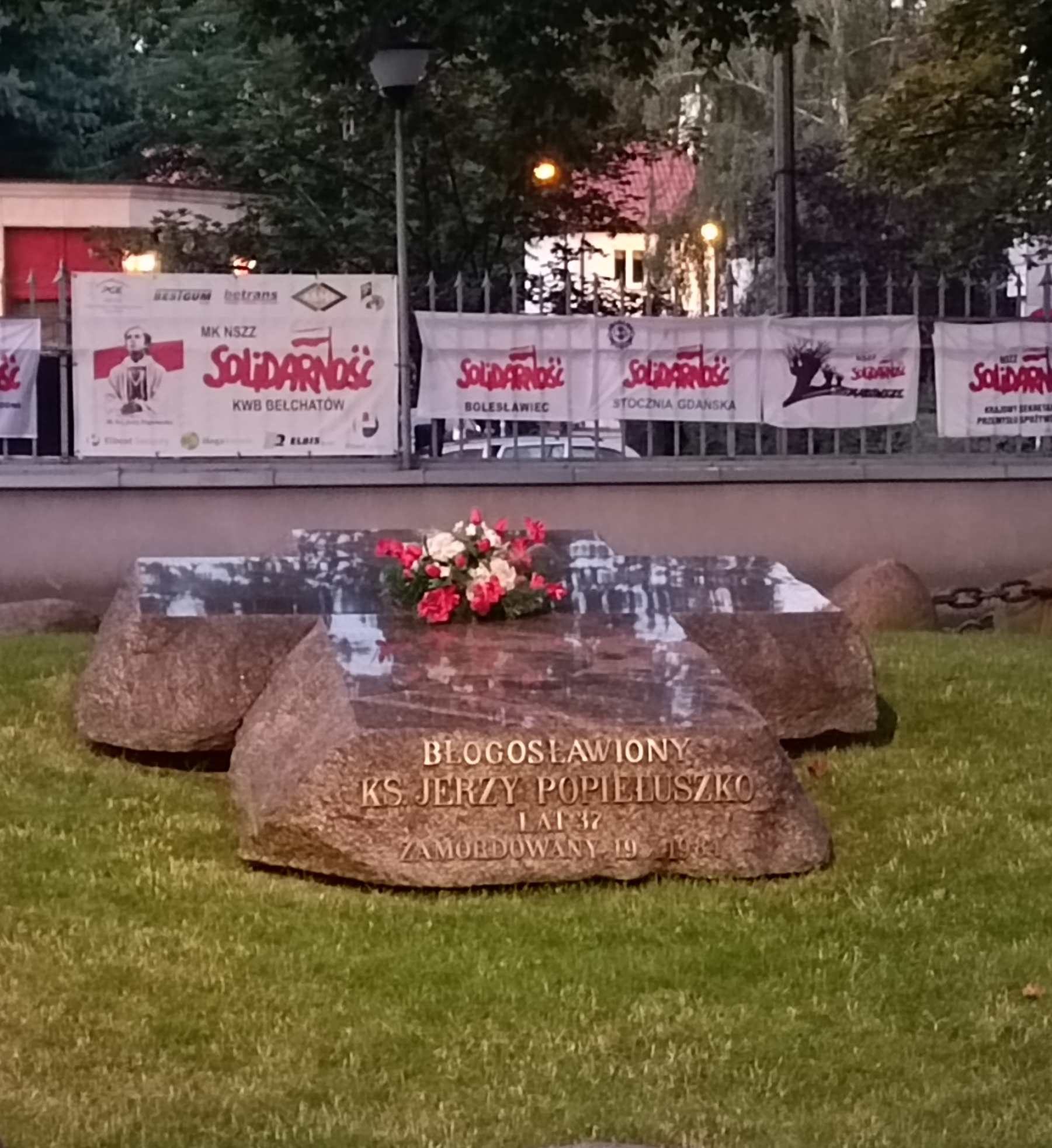
Nagrobek księdza Jerzego Popiełuszki na terenie kościoła św. Stanisława Kostki w Warszawie (2022).

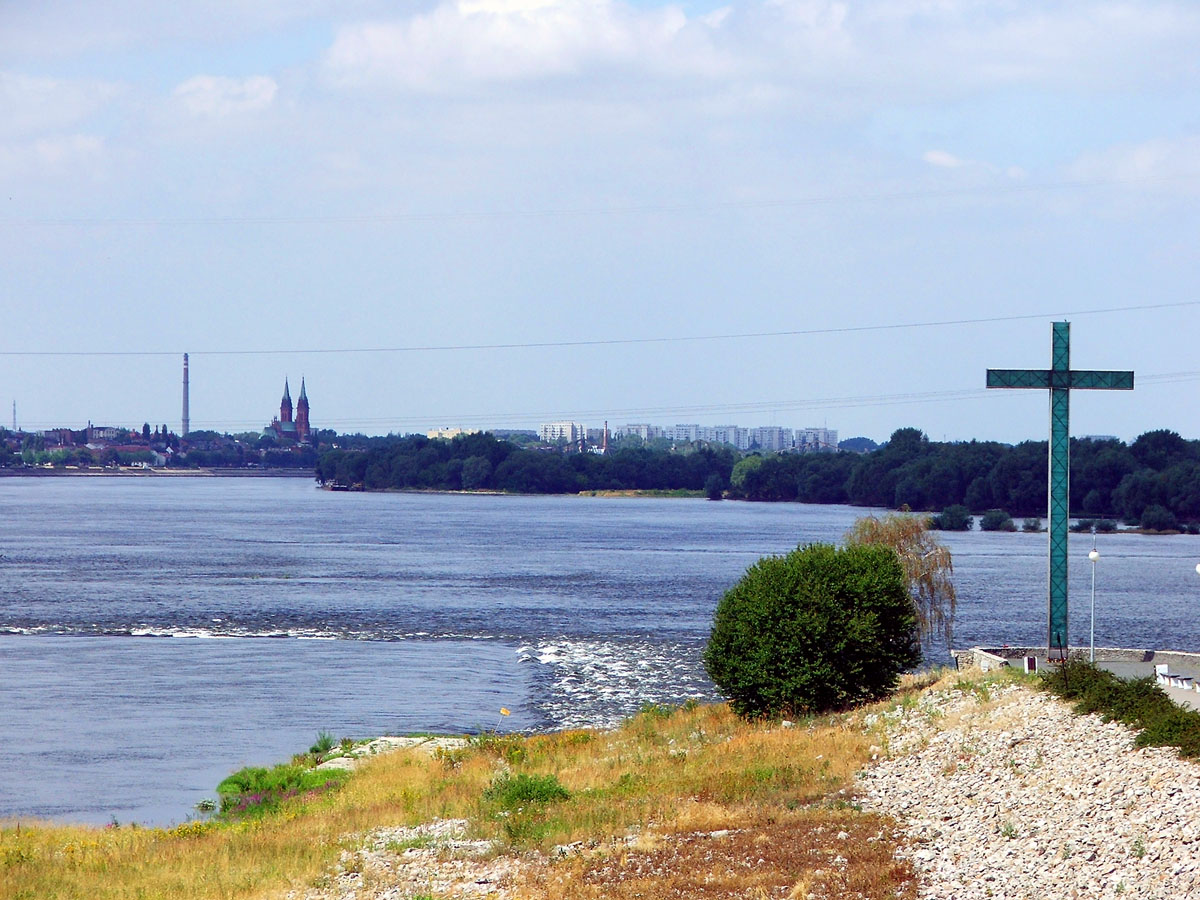
Krzyż Pomnik ks. Jerzego Popiełuszki we Włocławku przy tamie.

19 października 1984 roku ks. Popiełuszko przybył na zaproszenie Duszpasterstwa Ludzi Pracy do parafii pw. Świętych Polskich Braci Męczenników w Bydgoszczy. W tym samym dniu, wracając samochodem Volkswagen Golf do Warszawy, na drodze do Torunia, niedaleko miejscowości Górsk, Jerzy Popiełuszko wraz ze swoim kierowcą Waldemarem Chrostowskim zostali uprowadzeni przez funkcjonariuszy Samodzielnej Grupy „D” Departamentu IV MSW w mundurach funkcjonariuszy Wydziału Ruchu Drogowego MO. Księdza przymuszono do wyjścia z samochodu, następnie pobito i wrzucono do bagażnika samochodu „esbeków”. Dalsze wydarzenia znane są jedynie z późniejszych zeznań trzech wykonawców porwania i zabójstwa. Esbecy porwali księdza razem z jego kierowcą. Chrostowski zdołał wyskoczyć z pędzącego samochodu i uciekł. Porywacze pojechali dalej w stronę Torunia. Zamknięty w bagażniku ks. Jerzy usiłował się stamtąd wydostać, dlatego porywacze zatrzymywali się co jakiś czas i bili go aż do utraty przytomności. W końcu związali księdza w taki sposób, że każda próba wyprostowania nóg powodowała duszenie. Mordercy zeznali potem przed sądem, że koło północy wjechali na zaporę na Wiśle we Włocławku. Tam z wysokości kilkunastu metrów wrzucili księdza do wody. Jest prawdopodobne, że w tamtej chwili ks. Jerzy jeszcze żył.
30 października 1984 roku z zalewu na Wiśle koło Włocławka wyłowiono jego zwłoki. Ręce skrępowano tak, by próby poruszania nimi zaciskały pętlę na szyi. Ciało obciążone było workiem wypełnionym kamieniami. Zbadano je w Zakładzie Medycyny Sądowej Akademii Medycznej w Białymstoku pod kierunkiem prof. Marii Byrdy. W czasie sekcji wykazano ślady torturowania.
Do tej pory nie wiadomo, kto i kiedy podjął decyzję o zabiciu księdza ani na jakim szczeblu zapadła decyzja. Wiadomo jedynie, że zabójstwa dokonali trzej pracownicy Ministerstwa Spraw Wewnętrznych.

### Pogrzeb

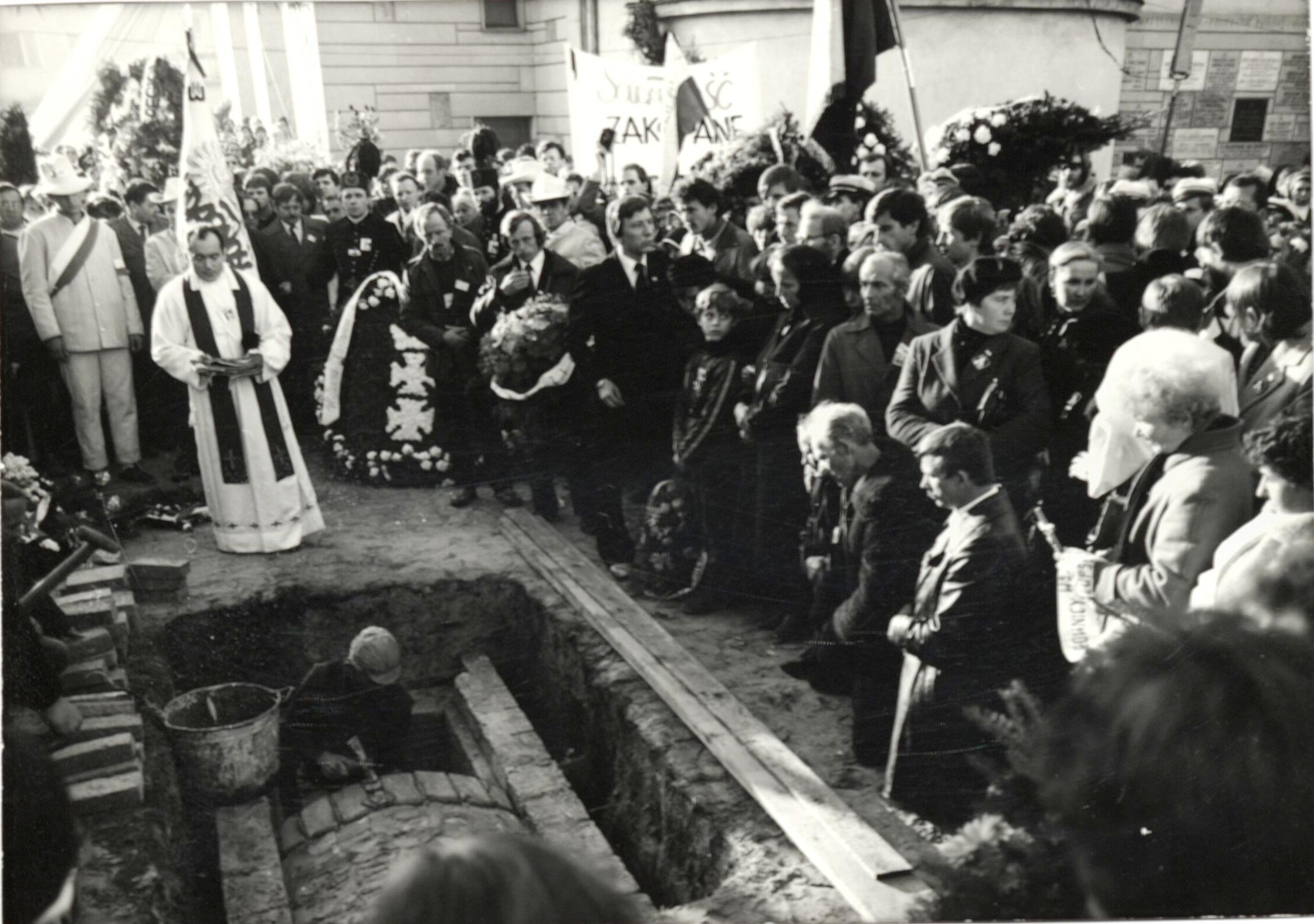
Pogrzeb, rodzice: Marianna Popiełuszko i ojciec Władysław klęczą nad grobem syna, ks. Jerzego Popiełuszki.

Początkowo miejscem spoczynku ks. Popiełuszki miał być cmentarz na Powązkach. Proboszcz parafii św. Stanisława Kostki, ks. Teofil Bogucki, matka księdza, wierni i liczni przyjaciele zmarłego prosili jednak prymasa Józefa Glempa, by ksiądz mógł zostać pochowany przy kościele. Tak też się stało. Pogrzeb 3 listopada 1984 zgromadził olbrzymie tłumy i przekształcił się w wielką manifestację. W pogrzebie uczestniczyli m.in. Lech Wałęsa, Jacek Kuroń, Adam Michnik, Andrzej Szczepkowski. Popiełuszko został pochowany na terenie kościoła parafialnego św. Stanisława Kostki w Warszawie, na terenie w kształcie niewielkiego kurhanu. Nagrobek w kształcie krzyża został poświęcony 29 czerwca 1986 przez ks. bp. Jerzego Modzelewskiego. Miejsce to jest ogrodzone kamieniami połączonymi łańcuchem, tworzącymi różaniec w kompozycji z nagrobkiem.

### Hipoteza o śmierci 25 października 1984
Pod koniec 2002 prokurator Andrzej Witkowski z pionu śledczego IPN w Lublinie ponownie zasugerował wersję zabójstwa ks. Popiełuszki podważającą ustalenia sądu w Toruniu z lat 80. Trwały starania nad ustaleniem, czy za zabójstwem stały osoby „wyżej postawione w hierarchii partyjno-państwowej”. W 2008 sformułowaną przez Witkowskiego hipotezę, zakładającą, że Jerzy Popiełuszko nie zginął 19, lecz 25 października, po kilkudniowych torturach w bunkrach w Borze Kazuńskim, ponownie przywołał były prokurator IPN Leszek Pietrzak. Hipoteza ta została skrytykowana jako niepoparta materiałem dowodowym m.in. przez Witolda Kuleszę i Krzysztofa Piesiewicza.
Prokurator Witkowski zajmował się sprawą Popiełuszki w latach 1990–1991, zanim został od niej odsunięty. Witkowskiemu udało się wówczas ustalić, że 19 października 1984, w czasie gdy grupa Piotrowskiego z SB czekała, aż Popiełuszko opuści kościół w Bydgoszczy, w tym samym miejscu oczekiwała inna grupa, z Wojskowej Służby Wewnętrznej (WSW), składająca się z sześciu funkcjonariuszy bydgoskiej WSW. Witkowski w 1991 r. w towarzystwie policjantów wtargnął do siedziby kontrwywiadu wojskowego w Bydgoszczy i zabezpieczył m.in. „dziennik obserwacji”, w którym pod datą 19 października 1984 r. widniało nazwisko Popiełuszki jako osoby obserwowanej, a obok nazwiska sześciu osób (pięciu mężczyzn i jednej kobiety) zajmujących się obserwacją. Doprowadził do przesłuchania funkcjonariuszy. Przyznali oni, że byli obecni na miejscu, tzn. pod kościołem w Bydgoszczy, początkowo podając mało wiarygodne wyjaśnienia, co tam robili (twierdzili, że śledzili inną osobę z opozycji, co nie zgadzało się z treścią „dziennika”). Trzech funkcjonariuszy WSW ostatecznie wyraziło wolę współpracy z prokuraturą, żądając jednak w zamian gwarancji bezpieczeństwa dla siebie i rodzin. Witkowski przekazał tę informację ówczesnemu ministrowi sprawiedliwości i jego zastępcy, po czym został odsunięty od śledztwa.
„Obserwatorzy” z bydgoskiej WSW byli obecni w Górsku, gdzie doszło do porwania Popiełuszki. Ludzie Piotrowskiego wyprowadzili z golfa kierowcę (Chrostowskiego), posadzili go w swoim fiacie i założyli mu na ręce kajdanki. Natomiast funkcjonariusze inni niż grupa Piotrowskiego zajęli się Popiełuszką – przeprowadzili go do innego pojazdu stojącego ok. 200 m dalej, przy bocznej drodze. Golf został na poboczu. Po tym jak pojazdy dotarły do Torunia, już bez Chrostowskiego, Popiełuszko został pod mostem w Toruniu ciężko pobity i najpóźniej właśnie wtedy przekazany funkcjonariuszom bydgoskiej WSW. Ci, jak zeznali Witkowskiemu, zawieźli Popiełuszkę do bunkra amunicyjnego w Kazuniu koło Nowego Dworu Mazowieckiego. Tam czekali na nich mężczyźni mówiący po rosyjsku. W drodze z Torunia do Kazunia za funkcjonariuszami WSW podążała nadal grupa Piotrowskiego, zaś w samym Kazuniu Piotrowski miał po raz kolejny ciężko pobić Popiełuszkę i na tym jego udział w sprawie miał się zakończyć. Co najmniej jeden z bydgoskich funkcjonariuszy WSW, którzy zeznawali przed Witkowskim w 1991 r., wymienił z nazwiska trzech ludzi, którzy (wraz ze wspomnianymi osobami mówiącymi po rosyjsku) przejęli Popiełuszkę w Kazuniu. Byli to trzej oficerowie WSW w Warszawie w stopniu pułkownika, kapitana i majora. Kilka dni po 25 października gen. Kiszczak osobiście wydał rozkaz dezynfekcji opisywanego bunkra, mimo że nie leżało to w jego kompetencjach.
W 2008 roku dziennikarz Leszek Szymowski dotarł do trzech podwładnych funkcjonariusza SB, dowódcy grupy, której zadaniem było wówczas przygotowanie opisywanego bunkra i dostarczanie obecnym tam funkcjonariuszom odzieży i żywności, oraz do innego członka tej samej grupy. O sprawie pisały „Wprost” i „Polska The Times”. Kamienie, za pomocą których obciążono ciało Popiełuszki, wykazały zawartość minerałów występujących w okolicy Kazunia, zaś niewystępujących w okolicy Włocławka, gdzie ciało zostało wrzucone do wody.
Ustalenia śledztwa Witkowskiego potwierdza też to, że gdy w 1984 r. milicyjni technicy zbadali fiata, którego Piotrowski i jego grupa użyli do porwania Popiełuszki, nie znaleziono w bagażniku ani krwi, ani potu, ani śladów butów. Taką ekspertyzę płk Tadeusz Rydzek, ówczesny dyrektor Zakładu Kryminalistyki Komendy Głównej MO, przekazał gen. Ciastoniowi – co wzbudziło gniew Ciastonia, bo było to sprzeczne z oficjalną wersją zabójstwa (zgodnie z którą Popiełuszko miał być wyciągany z bagażnika, ciężko bity, a następnie znów wsadzany do bagażnika). Natomiast sierż. Roman Nowak, przewodnik psa tropiącego używanego podczas poszukiwań w 1984 r. w Górsku, zeznał, że pies tropiący podjął trop z golfa, którym podróżował Popiełuszko, i poprowadził w miejsce oddalone o 200-250 metrów, przy bocznej drodze – nie zaś w miejsce, gdzie rzekomo zatrzymał się fiat grupy Piotrowskiego; przy czym próbę z udziałem psa wykonywano nie mniej niż trzy razy i za każdym razem rezultat był ten sam.
W latach 2003–2004 prokurator Witkowski, tym razem jako pracownik IPN, ponownie zajmował się sprawą, jednak do przekazania aktu oskarżenia (który miał wymieniać m.in. nazwisko Kiszczaka) do sądu nigdy nie doszło, gdyż szef pionu śledczego IPN Witold Kulesza uznał pracę zespołu Witkowskiego za zakończoną. Witkowski zrezygnował później z pracy w IPN.
Pomoc w uprowadzeniu i współpracę z SB zarzucano również Waldemarowi Chrostowskiemu, który w dniu porwania zastąpił stałego kierowcę Popiełuszki, Jacka Lipińskiego. Historyk Jan Żaryn uważa, że ta teza nie ma oparcia w zachowanym materiale dowodowym.

### Data znalezienia zwłok
Oficjalnie zwłoki znaleziono 30 października 1984 roku o godzinie 17:00 w zalewie koło tamy we Włocławku. Jednak jeden z toruńskich prokuratorów zajmujących się poszukiwaniami Popiełuszki zeznał, że już 26 października wezwano go w okolice tamy we Włocławku, aby asystował wydobyciu z rzeki zwłok. Na miejscu poinformowano go jednak, że sprawa jest „nieaktualna”.
W roku 2008 reporterzy „Superwizjera” TVN dotarli do większej liczby świadków, którzy twierdzą, że ciało wyłowiono już 26 października. Nurkowie biorący wówczas udział w akcji twierdzą, że ciało wyglądało wówczas inaczej niż na zdjęciach i filmach rejestrujących moment wyłowienia ciała 30 października. Ponadto było skrępowane w inny sposób, niż twierdzą esbecy.

### Zgony świadków i bliskich
Tomasz Popiełuszko (syn Józefa Popiełuszki, brata ks. Jerzego) – zmarł w 1992 r. w białostockim szpitalu w wieku 18 lat, przyczyna śmierci: zatrucie alkoholem metylowym.
Danuta Popiełuszko (żona Stanisława Popiełuszki, brata ks. Jerzego) – zmarła 1 lutego 2000 r. w białostockim szpitalu, przyczyna śmierci: zatrucie alkoholem metylowym. Lekarz dostrzegł ślady po igłach w okolicach żył świadczące o wstrzyknięciu trucizny dożylnie. Odmówiono sekcji zwłok mimo próśb rodziny.
Jan O., rybak, który zeznał przed prokuratorami IPN, że wieczorem 25 października 1984 r. wraz z dwoma towarzyszami widział wrzucanie obiektu przypominającego ciało do Wisły we Włocławku – zmarł w grudniu 2004 r. w szpitalu we Włocławku, przyczyna śmierci: zatrucie alkoholem metylowym. Z dokumentacji medycznej wynika, że do zatrucia doszło w trakcie hospitalizacji. Odmówiono sekcji zwłok mimo próśb rodziny.

## Proces sprawców

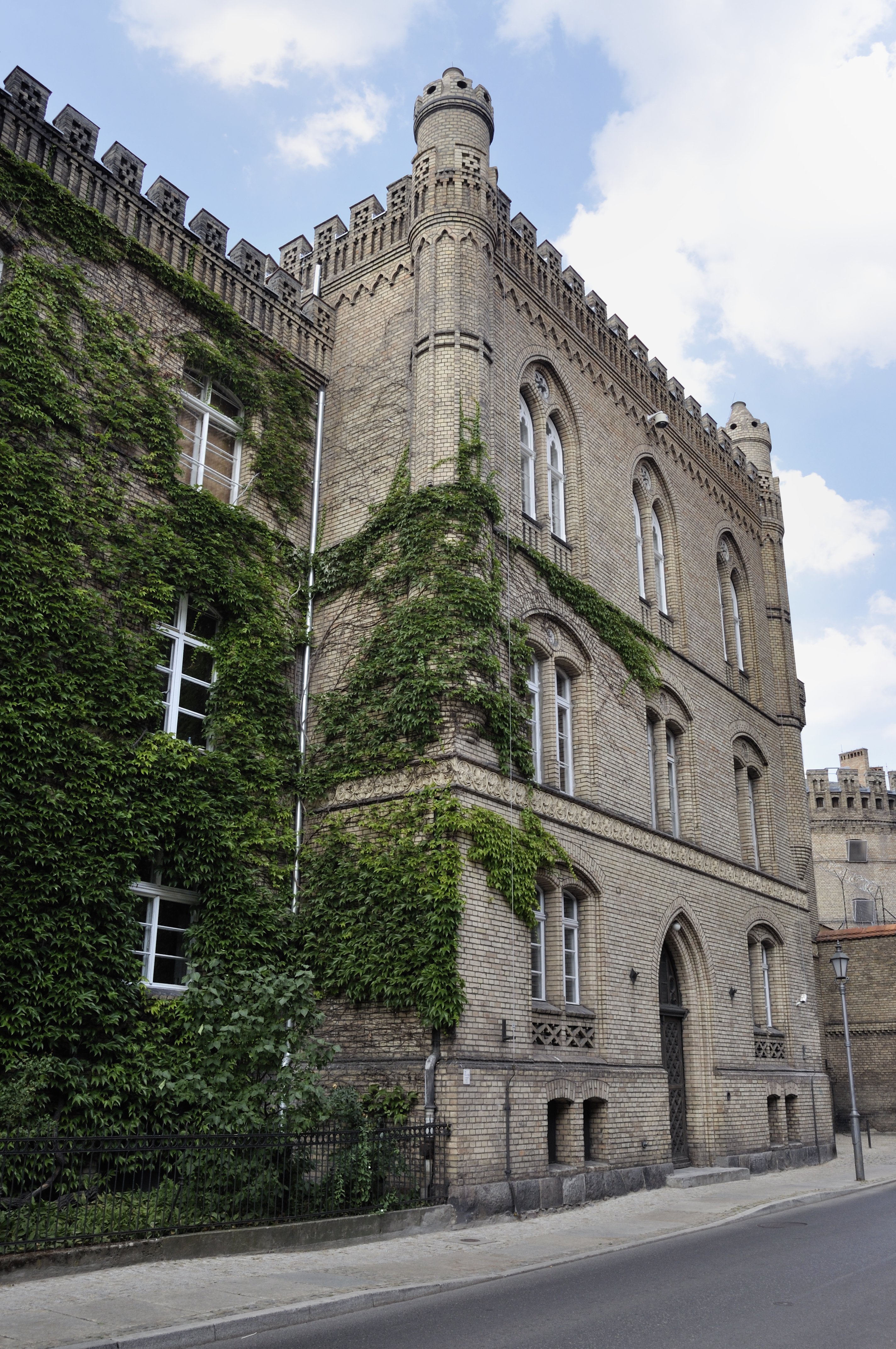
Gmach Sądu Wojewódzkiego w Toruniu, w którym toczył się proces zabójców ks. Jerzego Popiełuszki.

W tzw. procesie toruńskim, toczącym się od 27 grudnia 1984 do 7 lutego 1985 przed Sądem Wojewódzkim w Toruniu, trzej oficerowie MSW: kpt. Grzegorz Piotrowski (naczelnik wydziału Departamentu IV), por. Leszek Pękala i por. Waldemar Chmielewski zostali oskarżeni i skazani za uprowadzenie, torturowanie i zabójstwo ks. Jerzego Popiełuszki, zaś ich przełożony płk Adam Pietruszka (zastępca dyrektora Departamentu IV MSW) – za sprawstwo kierownicze zbrodni. Prokurator Leszek Pietrasiński żądał kary śmierci dla Piotrowskiego oraz kar pozbawienia wolności dla pozostałych oskarżonych. Sąd, któremu przewodniczył SSW Artur Kujawa, a sprawozdawcą był SSW Jurand Maciejewski, wymierzył Grzegorzowi Piotrowskiemu karę 25 lat pozbawienia wolności, Adamowi Pietruszce – 25 lat, Leszkowi Pękali – 15 lat, Waldemarowi Chmielewskiemu – 14 lat.
W 1986 w wyniku interwencji Czesława Kiszczaka trzem sprawcom złagodzono karę: Adamowi Pietruszce karę 25 lat zamieniono na 15 lat, Leszkowi Pękali z 15 lat obniżono do 10 lat, Chmielewskiemu z 14 lat do 8. W grudniu 1987 sprawców objęła kolejna amnestia – Pietruszce złagodzono karę z 15 do 10 lat (wyszedł na wolność w 1995); Pękali z 10 do 6 lat, Chmielewskiemu z 8 do 4 lat i 6 miesięcy. Piotrowskiemu zamieniono karę z 25 na 15 lat, wyszedł na wolność 16 sierpnia 2001. Po latach dokument podpisany przez gen. Kiszczaka odnaleźli historycy IPN. Pismo jest datowane na 26 listopada 1987. Adresatem jest Józef Żyta, prokurator generalny PRL. Kiszczak wnosił o „złagodzenie orzeczonych prawomocnie kar pozbawienia wolności wobec Grzegorza Piotrowskiego, Adama Pietruszki, Leszka Pękali i Waldemara Chmielewskiego”.
Proces ten, podobnie jak następny dotyczący tej sprawy, a obejmujący jako oskarżonych gen. Władysława Ciastonia i gen. Zenona Płatka (obaj w 1994 zostali uniewinnieni z zarzutu współsprawstwa), nie ujawnił wszystkich okoliczności i inspiratorów zbrodni, co budzi do dziś liczne dyskusje. Oficjalna wersja uprowadzenia i morderstwa była wielokrotnie kwestionowana.
Obserwatorem procesu sprawców uprowadzenia i zamordowania ks. Popiełuszki, zarówno przed sądem w Toruniu, jak i w Warszawie, była profesor prawa Krystyna Daszkiewicz, która następnie wydała kilka publikacji dotyczących tej sprawy.

## Pamięć o Jerzym Popiełuszce

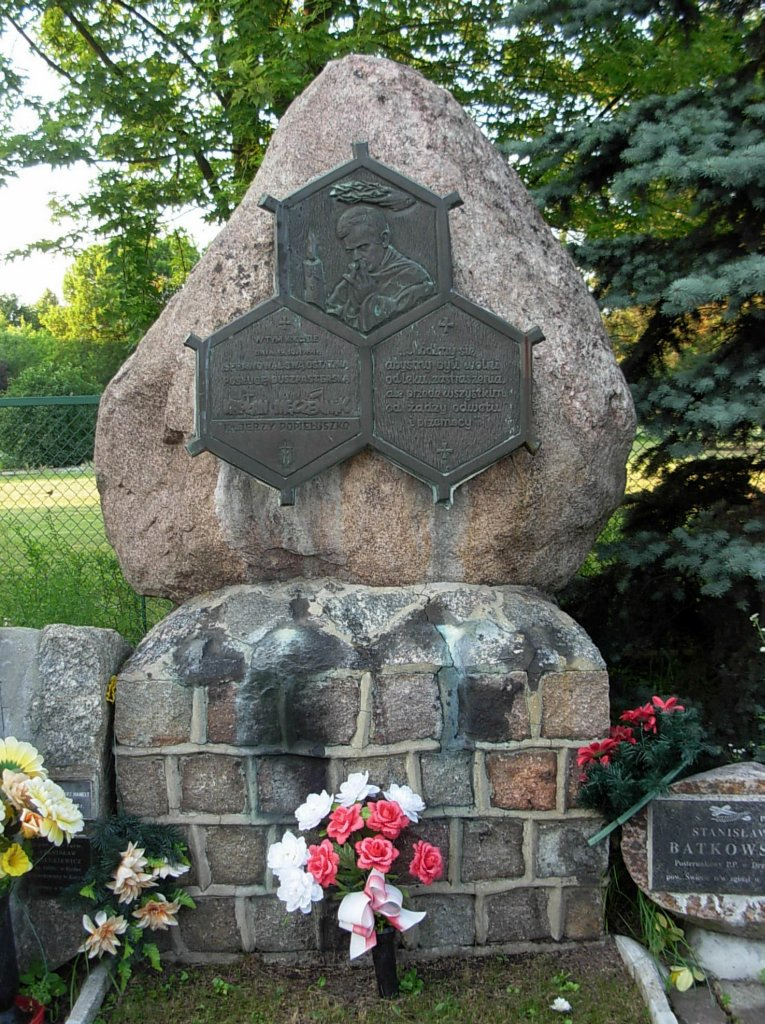
Bydgoszcz – jeden z pierwszych pomników ks. Popiełuszki, odsłonięty 19 października 1985 roku przy wielkim sprzeciwie komunistycznych władz.

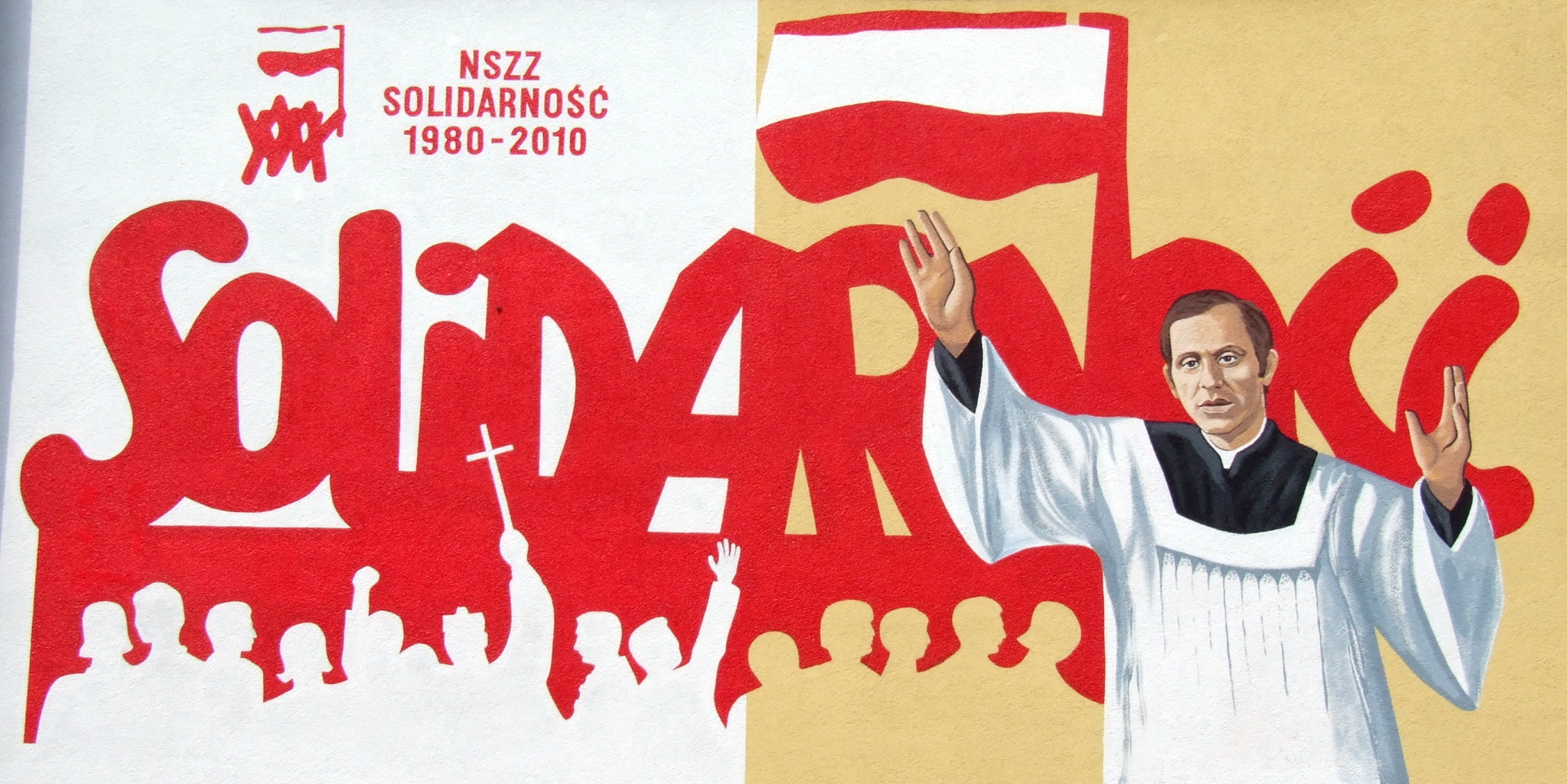
Mural upamiętniający trzydziestą rocznicę powstania NSZZ Solidarność z podobizną ks. Popiełuszki, znajdujący się na budynku lokalnej siedziby związku w Ostrowcu Świętokrzyskim.

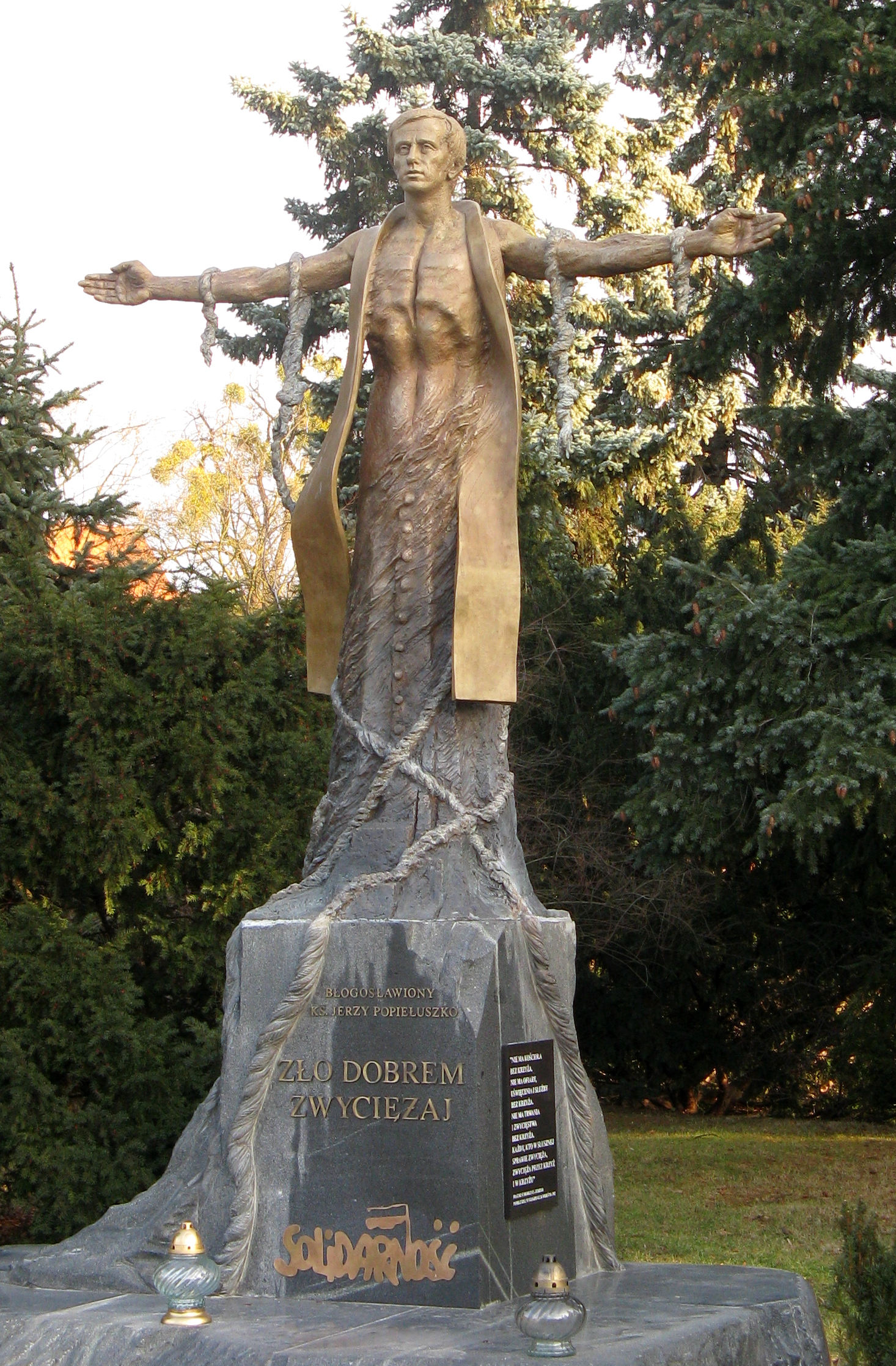
Pomnik bł. ks. Jerzego Popiełuszki w Toruniu

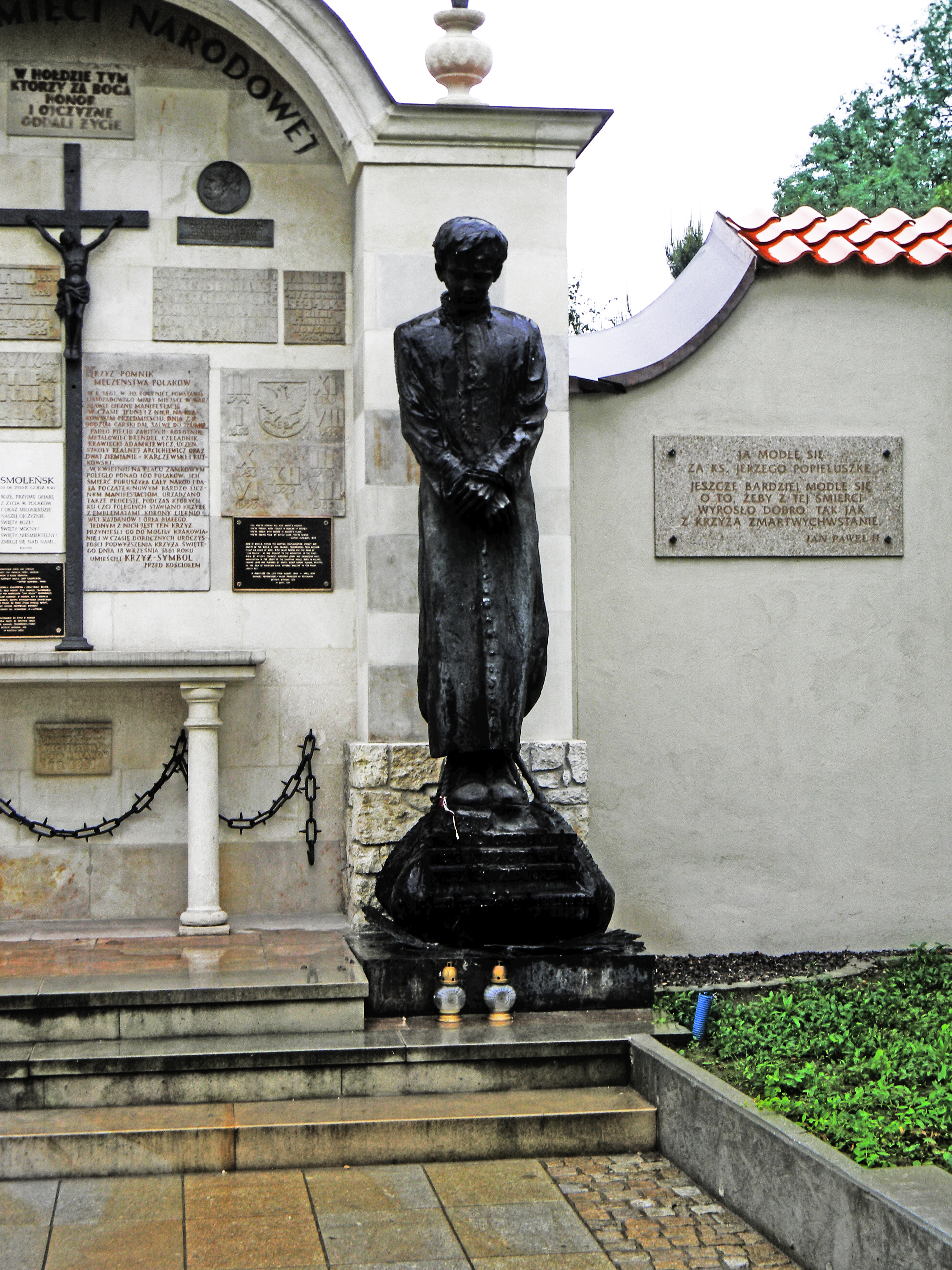
Pomnik Jerzego Popiełuszki w Krakowie

13 października 2009 roku, w związku z 25. rocznicą śmierci, ks. Jerzy Popiełuszko został pośmiertnie odznaczony przez prezydenta RP Lecha Kaczyńskiego Orderem Orła Białego. W 1984 odznaczony został Gwiazdą Wytrwałości.
Zarządzeniem prezydenta RP na uchodźstwie Ryszarda Kaczorowskiego z 11 listopada 1990 został pośmiertnie odznaczony Krzyżem Kawalerskim Orderu Odrodzenia Polski.
Według stanu na październik 2009 roku w 73 polskich miastach znajdowały się ulice ks. Jerzego Popiełuszki, ponadto 4 ronda i 3 place. 21 szkół w Polsce i dwie polonijne przybrały sobie go za patrona. Jego postać upamiętniało 70 pomników, w tym 8 poza granicami kraju.
Grób Jerzego Popiełuszki znajduje się przed frontonem kościoła św. Stanisława Kostki w Warszawie. Jest on od lat 80. XX wieku celem licznych pielgrzymek i oficjalnych wizyt, m.in. 14 czerwca 1987 roku modlił się przy nim papież Jan Paweł II. Szacuje się, że w ciągu 10 lat miejsce to odwiedziło ok. 18 mln ludzi. Na terenie parafii św. Stanisława Kostki w Warszawie znajdują się ponadto: dzwon, pomnik i muzeum (otwarte 16 października 2004) poświęcone pamięci błogosławionego.
W Suchowoli przy stojącym przy rynku kościele pw. św. Apostołów Piotra i Pawła znajduje się symboliczny grób i pomnik Jerzego Popiełuszki, a w samym mieście również izba pamięci.
W Dąbrowie Białostockiej powstała ulica imienia ks. Jerzego Popiełuszki.
Na terenie kościoła św. Trójcy w Ząbkach, gdzie w latach 1972–1975 Popiełuszko pełnił funkcję wikarego znajdują się tablica pamiątkowa z 1989 roku i pomnik z 1997 roku.
Krzyż Pomnik ks. Jerzego Popiełuszki we Włocławku został 7 czerwca 1991 poświęcony przez papieża Jana Pawła II podczas pielgrzymki do Polski a 19 października 1991, w rocznicę uprowadzenia księdza, przy tamie we Włocławku został odsłonięty i pobłogosławiony podczas uroczystej mszy świętej przez prymasa Józefa Glempa i nuncjusza apostolskiego Józefa Kowalczyka, z udziałem rodziców ks. Jerzego Popiełuszki, rodziny, znajomych, prezydenta Polski, parlamentarzystów i członków rządu, biskupów, pocztów sztandarowych NSZZ Solidarność z całego kraju i wiernych.
Ponadto pomniki ks. Jerzego Popiełuszki znajdują się m.in. w Białymstoku, Bydgoszczy, Częstochowie, Koszalinie, Krościenku nad Dunajcem, Poznaniu, Tarnobrzegu, Toruniu, Chicago i Nowym Jorku.
6 czerwca 2010 roku, w dniu beatyfikacji arcybiskup lubelski Józef Życiński dekretem erygował parafię pw. bł. ks. Jerzego Popiełuszki w Lublinie na terenie dekanatu Lublin – Południe.
Biskup płocki Piotr Libera 21 czerwca 2011 roku ustanowił w Nunie nową parafię pw. bł. ks. Jerzego Popiełuszki.
19 października 2014 roku biskup rzeszowski Jan Wątroba podpisał dekret erygowania parafii pod wezwaniem bł. ks. Jerzego Popiełuszki w Rzeszowie.
Imię ks. Jerzego Popiełuszki noszą: od 14 grudnia 1999 Szpital Bielański w Warszawie, od 4 lutego 1995 hospicjum w Bydgoszczy, od 2004 Bursa Akademicka Caritas Diecezji Toruńskiej w Przysieku, od 2006 ZSO w Brzeziu, od 2007 do 2019 Gimnazjum nr 2 w Ząbkach, a od 1999 Archidiecezjalne Gimnazjum Męskie w Warszawie (od 2010 Katolickie Gimnazjum im. Ks. Jerzego Popiełuszki).
W 1985 roku dzięki wstawiennictwu papieża Jana Pawła II Wydawnictwo Editions Spotkania pośmiertnie wydało zachowane zapiski ks. Popiełuszki.
W 1985 polski kompozytor Andrzej Panufnik, przebywający na emigracji w Wielkiej Brytanii, skomponował Koncert fagotowy dedykowany pamięci ks. Jerzego Popiełuszki. W 1986 brytyjski artysta Muslimgauze wydał płytę Flajelata poświęconą antysowieckim dysydentom, gdzie jeden z utworów – Homily to Popieluszko jest formą adoracji, uczczenia ks. Jerzego Popiełuszki. W 1988 na podstawie wydarzeń związanych z jego śmiercią powstał film Agnieszki Holland Zabić księdza (w roli głównej wystąpił Christopher Lambert), natomiast w 2009 odbyła się premiera filmu fabularnego Rafała Wieczyńskiego Popiełuszko. Wolność jest w nas (w roli księdza Jerzego wystąpił Adam Woronowicz). Z filmu pochodzą piosenki Sługa wykonana przez zespół Rewelersi oraz Tylko miłość Violi Brzezińskiej. Powstały także filmy dokumentalne: Jestem gotowy na wszystko (2002, scen. i reż.: Paweł Woldan), Jak zginął Popiełuszko... (2010, scen. i reż.: Piotr Litka, Przemysław Wojciechowski) i Ostatnia droga (2014, scen. Józef Herold, reż. Robert Wichrowski. Premierowy pokaz filmu odbył się 16 października 2014 roku w kościele Świętych Polskich Braci Męczenników w Bydgoszczy, w obecności prymasa Wojciecha Polaka).
Poczta Polska upamiętniła 15. rocznicę śmierci ks. Jerzego Popiełuszki emitując w IV kwartale 1999 r. okolicznościowy znaczek. Wszedł on do obiegu 19 października 1999 r. Jego projekt wykonał Maciej Jędrysik. Nominał wynosi 70 gr. Znaczek wydany został techniką offsetową, na papierze fluorescencyjnym w formacie 31,25 × 39,5 mm. Jego nakład wyniósł 700 tysięcy sztuk.
Z okazji 25 rocznicy śmierci Popiełuszki Poczta Polska wydała znaczek z fotografią portretową kapłana, autorstwa Tomasza Wesołowskiego.
Znaczek „25. rocznica śmierci ks. Jerzego Popiełuszki” zwyciężył w międzynarodowym konkursie filatelistycznym „Premio internazionale d’arte Filatelica San Gabriele”. Został uznany za najlepszą światową emisję o tematyce religijnej w 2009 roku. Jego autorką jest polska artystka plastyk Marzanna Dąbrowska.
Z okazji beatyfikacji ks. Jerzego Poczta Polska S.A. wydała okolicznościowy znaczek oraz kopertę Pierwszy Dzień Obiegu wraz z datownikiem, w który wpisano słowa z kazania ks. Jerzego. Wartość znaczka pocztowego wynosi 1,95 zł. Został on wydrukowany techniką offsetową, na papierze fluorescencyjnym w formacie 43 × 31,25 mm, w nakładzie 600 tysięcy sztuk.
Narodowy Bank Polski wprowadził do obiegu monety upamiętniające 25. rocznicę śmierci księdza Jerzego Popiełuszki:
- w dniu 12 października 2009 roku o nominale 2 zł wykonaną stemplem zwykłym ze stopu Nordic Gold
- w dniu 13 października 2009 roku o nominale 37 zł wykonaną stemplem lustrzanym w złocie
- w dniu 13 października 2009 roku o nominale 10 zł wykonaną stemplem lustrzanym w srebrze, z cyrkonią[106].

Na monetach powtarzają się słowa „Zło dobrem zwyciężaj”, cytat z listu św. Pawła do Rzymian, którym ks. Jerzy oddawał swoje najważniejsze przesłanie. Na awersie srebrnej dziesięciozłotówki widnieje Jego nagrobek, a na rewersie – obok postaci ks. Jerzego mapa Polski z zaznaczonym miejscem, gdzie poniósł śmierć. Złota moneta ma wartość nominalną 37 zł, bo tyle lat przeżył ksiądz Jerzy. Na awersie monety cyfra 37 zanurza się w wodzie, która pochłonęła ciało męczennika.
W 2010 wyemitowano poświęcony księdzu Popiełuszce pieniądz lokalny – dukat warszawski.
10 października 2014 Sejm oddał hołd bł. Jerzemu Popiełuszce, przyjmując przez aklamację uchwałę w 30. rocznicę jego męczeńskiej śmierci. „Oby nigdy w naszej ojczyźnie nie dochodziło do podobnych zbrodni” – podkreślili w okolicznościowej uchwale parlamentarzyści.
W 30. rocznicę śmierci został wybity w Mennicy Polskiej numizmat z wizerunkiem Błogosławionego Księdza Jerzego Popiełuszki według specyfikacji:
- materiał – mosiądz platerowany 24-karatowym złotem
- średnica – 27,00 mm
- emitent – Mennica Polska
- rok emisji – 2014[109]

17 października 2014 roku w obecności prezydenta Bronisława Komorowskiego zostało otwarte w Górsku Centrum Edukacji Młodzieży im. ks. Jerzego Popiełuszki.
26 października 2014 roku w 30. rocznicę odbył się „XXII Doroczny Bieg Sztafetowy Szlakiem Męczeńskiej Drogi Błogosławionego Księdza Jerzego Popiełuszki”. Trasa przebiegała od sanktuarium Nowych Męczenników w Bydgoszczy do Górska, a nie jak przez ostatnie lata, do tamy we Włocławku. W roku 1992 z inicjatywy Eugeniusza Połtyna, prezesa bydgoskiego Towarzystwa Krzewienia Kultury Fizycznej „Orzeł”, zorganizowano Bieg Sztafetowy Szlakiem Męczeńskiej Drogi Księdza Jerzego Popiełuszki. Na trasę liczącą ponad sto kilometrów wybiegało niewielu chętnych, jednak z roku na rok między Bydgoszczą a Włocławkiem zaczęło pojawiać się coraz więcej drużyn z całego kraju. Bieg tradycyjnie zaczyna się modlitwą w kościele Świętych Polskich Braci Męczenników w Bydgoszczy. W miejscach w których rozegrał się dramat kapłana – w Bydgoszczy, Górsku, Toruniu i na tamie we Włocławku uczestnicy biegu zapalają znicze i składają kwiaty. W 1999 do organizacji Biegu włączył się Zarząd Regionu Bydgoskiego NSZZ „Solidarność”. W związku z 30. rocznicą wydano także okolicznościowy album zatytułowany Sanktuarium Nowych Męczenników w Bydgoszczy. Miejsce sprawowania ostatniej Eucharystii bł. ks. Jerzego Popiełuszki.
16 i 17 września 2022 r. w Sanktuarium Matki Bożej Częstochowskiej na Jasnej Górze odbyła się I edycja Kongresu bł. ks. Jerzego Popiełuszki, którego celem była popularyzacja nauczania ks. Jerzego, głównie wśród młodzieży oraz osób, które nie znały go za życia. Kongres zwieńczyło podpisanie Karty Kongresu bł. ks. Jerzego Popiełuszki, będącej zobowiązaniem dla uczestników, aby promować nauczanie ks. Jerzego, z wezwaniem żeby dziedzictwo ks. Jerzego wybrzmiało na nowo.
Wystawa „Błogosławiony Ksiądz Jerzy Popiełuszko i Jego Muzeum w Okopach” – przygotowana w 2023 r. przez Muzeum Podlaskie (kuratorka wystawy dr Ewa Rogalewska), poświęcona została życiu, działalności i męczeńskiej śmierci błogosławionego oraz powstającemu muzeum w Okopach koło Suchowoli w Podlaskiem.
18 października 2024 Sejm RP przyjął uchwałę upamiętniającą ks. Jerzego Popiełuszkę. 19 października 2024 roku na placu katedralnym Jana Pawła II w Łodzi otwarto wystawę plenerową pod tytułem „Zło dobrem zwyciężaj. Ksiądz Jerzy Popiełuszko na Wybrzeżu Gdańskim”. W Gorlicach w 40. rocznicę śmierci odsłonięto na tamtejszej bazylice tablicę upamiętniającą bł. ks. Jerzego Popiełuszkę.

## Procesy wyniesienia na ołtarze

### Proces beatyfikacyjny

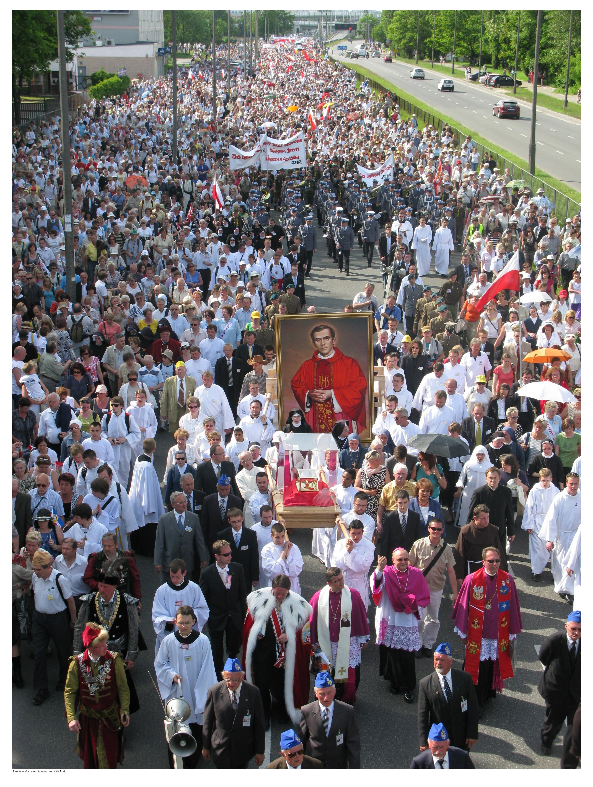
Uroczysta procesja z relikwiami bł. ks. Popiełuszki po mszy świętej beatyfikacyjnej, 6 czerwca 2010.

Już 5 listopada, dwa dni po pogrzebie, do prymasa Józefa Glempa wpłynęła pierwsza pisemna prośba o wszczęcie procesu beatyfikacyjnego. 178 podpisów złożyła grupa pracowników Szpitala Ginekologicznego w Warszawie, gdzie ks. Jerzy był kapelanem. 28 listopada kolejną prośbę z 456 podpisami złożyli studenci KUL. Pisali ludzie z całego świata. Już w 1985 roku – rok po śmierci – do Sekretariatu Stanu Stolicy Apostolskiej napłynęło 13 940 imiennych próśb z 17 krajów o beatyfikację ks. Popiełuszki.
Pomimo niesłabnącego kultu prywatnego osoby księdza Popiełuszki przez wiele lat nie otwierano procesu beatyfikacyjnego. Nakładały się na to liczne przyczyny, m.in. obawa o oskarżenia o próbę politycznego jego wykorzystywania, trwające procesy zabójców, pojawiające się nowe dokumenty, które wymagały zbadania. Istnieje także możliwość, że były próby jego hamowania przez polski aparat państwowy, choćby przez wysuwane sugestie, że zginął on z przyczyn politycznych, a nie za wiarę, co warunkowało wyniesienie zabitego na ołtarze. Pojawiły się one z ust generała Wojciecha Jaruzelskiego już jesienią 1984.
Proces beatyfikacyjny księdza Jerzego Popiełuszki oficjalnie otwarto 8 lutego 1997 w kościele pw. św. Stanisława Kostki w Warszawie, a etap diecezjalny procesu zakończono dokładnie cztery lata później. Rozpoczęcie procedury i zamknięcie jej pierwszego etapu w tym terminie uznano za sukces. W trakcie tego etapu przesłuchano 44 świadków. Prace posuwały się szybko dzięki już wtedy dobrze zorganizowanemu archiwum księdza, prowadzonemu przez wolontariuszy z Katarzyną Soborak na czele.
21 marca 2001 roku akta procesu zostały przekazane ks. Zbigniewowi Kiernikowskiemu. 3 maja 2001 nastąpiło wszczęcie prac przez Kongregację ds. Kanonizacyjnych. Positio opracowali: ks. Zbigniew Kiernikowski, a następnie ks. Tomasz Kaczmarek (od 2 września 2002). W 2002 Kongregacja wydała dekret o ważności akt procesu. W dniu 20 stycznia 2009 odbył się Kongres Specjalny Teologów Konsultorów, który uznał zasadność elementów materialnych i formalnych jego męczeństwa. Ten pozytywny wynik 1 grudnia 2009 potwierdzili kardynałowie i biskupi zebrani na Sesji Zwyczajnej, na której przedstawił jako Ponens, kardynał Stanisław Ryłko. Na prośbę polskich biskupów papież zgodził się na nadanie sprawie priorytetu i dzięki temu ominięcie 10-letniej kolejki. Benedykt XVI po zapoznaniu się z tym stanem rzeczy, który przedłożył mu prefekt abp. Angelo Amato, przyjmując i uznając opinię Kongregacji Spraw Kanonizacyjnych 19 grudnia 2009 podpisał dekret o męczeństwie ks. Jerzego Popiełuszki i ogłosił: „W sprawie Sługi Bożego Jerzego Popiełuszki, kapłana diecezjalnego, istnieje pewność co do męczeństwa i jego przyczyny oraz co do skutków prawnych”. 15 lutego 2010 metropolita warszawski arcybiskup Kazimierz Nycz ogłosił datę beatyfikacji ks. Jerzego – 6 czerwca 2010, w Święto Dziękczynienia. 7 kwietnia 2010 dokonano ekshumacji szczątków ks. Jerzego Popiełuszki w celu pobrania cząstek kości, które staną się relikwiami.
Ogłoszenie ks. Jerzego Popiełuszki błogosławionym Kościoła katolickiego odbyło się 6 czerwca 2010 w Warszawie na placu Piłsudskiego. Mszy świętej beatyfikacyjnej przewodniczył abp Angelo Amato, prefekt Kongregacji ds. Kanonizacyjnych, który w imieniu papieża Benedykta XVI odczytał akt beatyfikacyjny. Wraz z nim mszę beatyfikacyjną koncelebrowało około 100 kardynałów, arcybiskupów i biskupów oraz 1,6 tys. kapłanów.

### Proces kanonizacyjny
Otwarcie procesu kanonizacyjnego miało miejsce 20 września 2014 w diecezji Créteil we Francji, gdzie doszło do domniemanego cudu za jego wstawiennictwem – uzdrowienia Francuza François Audelana z nietypowej przewlekłej białaczki szpikowej. Biskup Créteil Michel Santier powołał trybunał kanonizacyjny złożony z teologów (między innymi ks. profesora Józefa Naumowicza z Polski) i lekarzy ekspertów celem zweryfikowania cudu. Faza diecezjalna procesu kanonizacyjnego zakończyła się 14 września 2015 w katedrze Créteil, po czym wszystkie akta zostały przekazane do watykańskiej Kongregacji Spraw Kanonizacyjnych. Proces prowadzony był wspólnie przez diecezję Créteil i archidiecezję warszawską.

### Dzień obchodów i patron
Na dni z możliwością uzyskania odpustu zupełnego metropolita warszawski Kazimierz Nycz w dniu 19 października 2010 wyznaczył:
- Dzień imienin Jerzego – 23 kwietnia;
- Rocznicę uroczystości beatyfikacyjnej – 6 czerwca;
- Wspomnienie liturgiczne bł. Jerzego Popiełuszki – 19 października[105].

W 2014 bł. Jerzy Popiełuszko został ogłoszony patronem NSZZ „Solidarność”.

## Relikwie bł. ks. Jerzego
Relikwie błogosławionego, pobrane podczas sekcji zwłok i ukryte przed bezpieką, po prawie ćwierć wieku wydobyto ze ściany kaplicy Sióstr Misjonarek Świętej Rodziny w Białymstoku. Podczas uroczystego nabożeństwa zostały one umieszczone dla kultu wiernych w kościele Zmartwychwstania Pańskiego w Białymstoku. Szczątki pobrano w białostockim prosektorium, podczas sekcji zwłok przeprowadzonej po wyłowieniu zwłok księdza Jerzego z Wisły w październiku 1984. Z ciała kapłana pobrano wówczas dwie fiolki z krwią, fragment wątroby, śledziony i nerek. Przez dwa lata przechowywano je w Zakładzie Medycyny Sądowej AM. Tam jednak groziło im zniszczenie, więc oddany sprawie dr Jan Szrzedziński postanowił przekazać je władzom kościelnym. Nawiązał kontakt z ówczesnym arcybiskupem białostockim Edwardem Kisielem, który do realizacji tej misji wyznaczył nieżyjącego już ks. Jerzego Gisiewicza. Z jego polecenia relikwie umieszczono w dębowej skrzynce, która po zamknięciu została opatrzona pieczęcią. Szczątki w roku 1986 ukryto w ścianie kaplicy Sanktuarium bł. Bolesławy Lament w Białymstoku.
Komunikat Kurii Metropolitalnej Warszawskiej o dokonanej rekognicji relikwii Sługi Bożego ks. Jerzego Popiełuszki.

W dniach 6 i 7 kwietnia 2010 roku w parafii św. Stanisława Kostki w Warszawie na Żoliborzu, odbyła się ekshumacja i kanoniczne rozeznanie relikwii ks. Jerzego. Jest to wymóg prawa kanonicznego, który powinien nastąpić w czasie trwania procesu beatyfikacyjnego. Podczas rekognicji pobrano małe cząstki kości na relikwie do relikwiarzy dla kultu. Dokonano też gruntownej renowacji dotychczasowego grobu. Po zakończeniu kanonicznych czynności rekognicji doczesne szczątki złożono do nowej trumny i umieszczono w tym samym miejscu, gdzie spoczywał od dnia pogrzebu 3 listopada 1984.

W 2010 w archiwaliach Instytutu Pamięci Narodowej odnaleziono włosy ks. Jerzego Popiełuszki, które zostały pobrane po jego śmierci jako materiał dowodowy. W listopadzie 2010 p.o. prezesa IPN, dr Franciszek Gryciuk i p.o. dyrektora Biura Udostępniania i Archiwizacji Dokumentów IPN, dr Rafał Leśkiewicz przekazali relikwie na ręce kard. Kazimierza Nycza.
Na całym świecie jest około 1500 relikwii ks. Jerzego. Znajdują się one m.in. w Brazylii, na Filipinach oraz w całej Europie (poza Polską najwięcej prawdopodobnie we Włoszech).